# Tercera División de México 2020-21
La Temporada 2020-21 de la tercera división de México, llamada oficialmente Liga TDP, fue el sexagésimo primer torneo de esta división.

## Formato de competencia[1]
Los 190 equipos se dividen por zonas geográficas quedando 14 grupos; cada grupo hace un calendario de juegos entre todos a doble visita recíproca, por cada juego se otorgan 3 puntos al vencedor, un punto por empate, 0 puntos por derrota, en caso de igualada se otorga un punto extra que se define en series de penales que se adjudica el ganador. Sin embargo, el sistema de clasificación de la liga le otorga una primacía al porcentaje, el cual se obtiene dividiendo los puntos obtenidos entre los partidos disputados a lo largo de la temporada, de esta forma si un equipo tiene menos unidades pero un mejor cociente finaliza en una mejor posición en la tabla general.
Al finalizar la temporada 64 equipos clasifican a la fase final. En la primera fase, los 14 grupos de la división se dividen en dos zonas: ambas integradas por 32 clubes repartidos en los grupos 1 al 7 y 8 al 14 de acuerdo a su zona geográfica. Serán ordenados de acuerdo con su cociente en la temporada de mayor a menor. Posteriormente se jugarán rondas sucesivas: treintadosavos; dieciseisavos; octavos; cuartos de final; semifinales; y final por el derecho a ascenso. Debido a la suspensión de la temporada anterior, en el ciclo futbolístico 2020-2021 se otorgarán cuatro ascensos a segunda división, siendo repartidos entre la Serie A y la Serie B respectivamente.
En cuanto a equipos filiales o sin derecho al ascenso, pueden disputar el título de filiales o clubes sin derecho de ascenso, a partir de la temporada 2018-2019 se clasifican 16 equipos a la liguilla siendo ordenados de mayor a menor cociente jugando rondas de octavos, cuartos de final, semifinales y final.
En cuanto al descenso no existe, cada equipo si no paga sus cuotas puede salir de la división aun en plena temporada, antes de cada torneo los equipos deben pagar su admisión a la división la cantidad de $34,800 pesos; y cubrir los requisitos de registro de 30 elementos por equipo (cada elemento paga alrededor de $2,000 pesos), se incluyen entrenadores (que pagan por separado su afiliación ante la FMF), también se pagan los balones de juego marca Voit exclusivamente que la F.M.F suministra, el arbitraje cada juego se paga, pero el gasto que corre por cuenta del equipo local y derecho de juego; en cuanto a multas cada club paga desde no presentarse a tiempo al partido, insultar al arbitraje, problemas que genere la afición, por cada amonestación y expulsión de los jugadores, grescas entre jugadores etc.
Los equipos que clasifican a Liguilla por el título deben pagar cuotas extras. Si algún equipo decide cambiar de nombre y sede debe pagar cuotas que ello genere, más su admisión, es por esta razón que cada año hay nuevos equipos y otros que dejan de competir repentinamente. Si hay oportunidad, puede presentarse el ascenso desde la Cuarta división, pero el equipo debe pagar sus cuotas y cumplir con los requisitos establecidos.
La liga permite que las franquicias participantes puedan rentar su plaza a otros clubes, por lo que suele ser habitual que existan equipos que tienen un nombre conocido distinto al que están registrados ante la Federación Mexicana de Fútbol. En caso de que sea así, se anexa en la tabla de equipos participantes el nombre oficial de registro.

## Equipos participantes

### Ascensos y descensos
Los dos campeones regionales del torneo tienen el derecho de ascender a la Serie A de la Liga Premier de México, mientras que los finalistas regionales podrán ser promocionados a la Serie B, siempre y cuando cumplan con las condiciones para competir en cualquiera de las dos ramas.
El descenso en la Tercera División no existe debido a que no hay categoría menor a esta en el sistema de ligas de la FMF. Por otro lado el descenso a la Tercera División está reservado para aquel club que culmine en la posición más baja de la tabla general al finalizar la temporada de la Serie B.
A continuación se muestran los ascensos y descensos de la temporada 2020/21 :
| Pos | a la tercera división |
| --- | --------------------- |
| x   | No hubo descenso      |

| Pos | a la Liga Premier |
| --- | ----------------- |
| x   | No hubo ascensos  |

### Información sobre los equipos participantes
En total 189 Clubes compiten en la temporada 2020-2021.
(*) Equipo filial de un conjunto de Liga MX, Liga de Expansión MX o Liga Premier. En algunos casos puede ascender.

#### Grupo I
12 clubes de Tabasco, Campeche, Yucatán y Quintana Roo. El 25 de marzo de 2021 se anunció la exclusión del club Delfines Márquez por no cumplir con el reglamento de competencia.
| Equipo                  | Nombre registrado       | Ciudad                         | Estadio                              | Capacidad | Club de afiliación     |
| ----------------------- | ----------------------- | ------------------------------ | ------------------------------------ | --------- | ---------------------- |
| Campeche FC             | Campeche FC             | Campeche, Campeche             | La Muralla de Kin-ha                 | 500       | –                      |
| Cancún F.C. TDP (*)     | Cancún F.C. TDP (*)     | Cancún, Quintana Roo           | CEDAR Cancún                         | 1 000     | Cancún F.C.            |
| Cantera Venados         | Cantera Venados         | Mérida, Yucatán                | Carlos Iturralde Rivero              | 15 087    | Venados F.C.           |
| Corsarios               | Corsarios               | Campeche, Campeche             | Universitario                        | 4 000     | –                      |
| Deportiva Venados       | Deportiva Venados       | Tamanché, Yucatán              | Alonso Diego Molina                  | 2 500     | –                      |
| Inter Playa TDP (*)     | Inter Playa TDP (*)     | Playa del Carmen, Quintana Roo | Mario Villanueva Madrid              | 7 000     | Inter Playa del Carmen |
| Mayas Hunucmá           | Mayas Hunucmá           | Hunucmá, Yucatán               | Unidad Deportiva Hunucmá Solidaridad | 1 000     | –                      |
| Pejelagartos de Tabasco | Pejelagartos de Tabasco | Villahermosa, Tabasco          | Olímpico de Villahermosa             | 12 000    | –                      |
| Pioneros Junior (*)     | Pioneros Junior (*)     | Cancún, Quintana Roo           | Cancún 86                            | 6 390     | Pioneros de Cancún     |
| Progreso F.C.           | Progreso F.C.           | Progreso, Yucatán              | 20 de noviembre                      | 3 000     | Venados F.C.           |
| Tulum F.C.              | Tulum F.C.              | Tulum, Quintana Roo            | Héctor Díaz de la Peña               | 2 000     | –                      |

#### Grupo II
15 equipos de Puebla y Veracruz
| Equipo                      | Nombre registrado           | Ciudad                         | Estadio                                       | Capacidad | Club de afiliación |
| --------------------------- | --------------------------- | ------------------------------ | --------------------------------------------- | --------- | ------------------ |
| Alpha                       | Alpha                       | Puebla, Puebla                 | Club Alpha 3                                  | 600       | –                  |
| Atlético Boca del Río       | Atlético Boca del Río       | Boca del Río, Veracruz         | Unidad Deportiva Hugo Sánchez Márquez         | 1500      | –                  |
| Colegio Once México Córdoba | Colegio Once México Córdoba | Córdoba, Veracruz              | Rafael Murillo Vidal                          | 3 800     | –                  |
| Delfines UGM                | Delfines UGM                | Nogales, Veracruz              | UGM Nogales                                   | 1 500     | –                  |
| Fuertes de Fortín           | Fuertes de Fortín           | Fortín de las Flores, Veracruz | Unidad Deportiva Eliezer Morales              | N/D       | –                  |
| Lobos Puebla                | Lobos Puebla                | Puebla, Puebla                 | Centro Estatal del Deporte Mario Vázquez Raña | 800       | –                  |
| Los Ángeles                 | Los Ángeles                 | Puebla, Puebla                 | Unidad Deportiva San Juan Cuautlancingo       | 500       | –                  |
| Papanes de Papantla         | Papanes de Papantla         | Papantla, Veracruz             | Fénix Solidaridad                             | 3 000     | –                  |
| Poza Rica                   | Poza Rica                   | Poza Rica, Veracruz            | Heriberto Jara Corona                         | 10 000    | –                  |
| Reales de Puebla            | Reales de Puebla            | Chachapa, Puebla               | Unidad Deportiva Chachapa                     | 1 000     | –                  |
| FC Sozca                    | FC Sozca                    | Lerdo de Tejada, Veracruz      | Miguel Seoane Lavin                           | 1 000     | –                  |
| Tehuacán de la Franja       | Tehuacán de la Franja       | Tehuacán, Puebla               | Unidad Deportiva La Huizachera                | 1 000     | –                  |
| Toros Jamapa                | Toros Huatusco              | Jamapa, Veracruz               | Unidad Deportiva Los Cachorros                | N/D       | –                  |
| Tuxpan F.C.                 | Tuxpan F.C.                 | Túxpam, Veracruz               | Álvaro Lorenzo Fernández                      | 5 000     | –                  |
| C.F. Zaragoza               | C.F. Zaragoza               | Puebla, Puebla                 | Centro Estatal del Deporte Mario Vázquez Raña | 800       | –                  |

#### Grupo III
10 equipos de Chiapas y Oaxaca
| Equipo                      | Ciudad                       | Estadio                               | Capacidad | Club de afiliación  |
| --------------------------- | ---------------------------- | ------------------------------------- | --------- | ------------------- |
| Alebrijes de Oaxaca TDP (*) | Oaxaca, Oaxaca               | Tecnológico de Oaxaca                 | 14 598    | Alebrijes de Oaxaca |
| Atlético Ixtepec            | Ciudad Ixtepec, Oaxaca       | Brena Torres                          | 1 000     | –                   |
| Cefor Chiapas               | Tuxtla Gutiérrez, Chiapas    | Flor del Sospo                        | 3 000     | –                   |
| Cruz Azul Lagunas (*)       | Lagunas, Oaxaca              | Cruz Azul                             | 1 000     | Cruz Azul           |
| Deportivo UNICACH           | Tuxtla Gutiérrez, Chiapas    | UNICACH                               | TBA       | –                   |
| Dragones de Oaxaca          | Santa María del Tule, Oaxaca | Unidad Deportiva Santa María del Tule | 1 000     | –                   |
| Lechuzas UPGCH              | Tuxtla Gutiérrez, Chiapas    | Flor del Sospo                        | 3 000     | –                   |
| Milenarios de Oaxaca        | Oaxaca, Oaxaca               | General Manuel Cabrera Carrasquedo    | 3 000     | –                   |
| Porteños FC                 | Salina Cruz, Oaxaca          | Heriberto Kehoe Vincent               | 2 000     | –                   |
| Universidad del Sureste     | Comitán, Chiapas             | Dr. Roberto Ortiz Solís               | 2 000     | –                   |

#### Grupo IV
20 equipos de Estado de México y Ciudad de México. El Club Promodep Central AC, también fue registrado pero se retiró por causas desconocidas al finalizar la jornada 23.
| Equipo                   | Nombre registrado           | Ciudad                                        | Estadio                               | Capacidad | Club de afiliación |
| ------------------------ | --------------------------- | --------------------------------------------- | ------------------------------------- | --------- | ------------------ |
| AEM                      | AEM                         | Ecatepec, Estado de México                    | Canchas Titanium                      | N/D       | –                  |
| Álamos                   | Álamos                      | Venustiano Carranza, Ciudad de México         | Ciudad deportiva Magdalena Mixhuca    | 500       | –                  |
| Aragón FC                | Atlético San Juan de Aragón | Gustavo A. Madero, Ciudad de México           | Deportivo Francisco Zarco             | 500       | C.F. Pachuca       |
| Azucareros de Tezonapa   | Azucareros de Tezonapa      | Melchor Ocampo, Estado de México              | Hugo Sánchez                          | 3 500     | –                  |
| Aztecas AMF              | Aztecas AMF                 | Gustavo A. Madero, Ciudad de México           | Deportivo Francisco Zarco             | 500       | –                  |
| Cañoneros Marina TDP (*) | Cañoneros Marina TDP (*)    | Xochimilco, Ciudad de México                  | Deportivo Plutarco Elías Calles       | 1 000     | Cañoneros Marina   |
| Club Carsaf              | Club Carsaf                 | Gustavo A. Madero, Ciudad de México           | Deportivo Lázaro Cárdenas             | N/D       | –                  |
| Chilangos FC             | Chilangos FC                | Benito Juárez, Ciudad de México               | Deportivo Benito Juárez               | N/D       | –                  |
| Cuervos Blancos          | Cuervos Blancos             | Cuautitlán, Estado de México                  | Los Pinos                             | 5 000     | –                  |
| Cuervos Silver Soccer    | Cuervos Silver Soccer       | Xochimilco, Ciudad de México                  | San Isidro                            | 2 000     | –                  |
| Halcones de Rayón        | Halcones de Rayón           | Valle de Chalco Solidaridad, Estado de México | Unidad Deportiva Luis Donaldo Colosio | 2 000     | –                  |
| Loyalty Soccer Club      | Loyalty Soccer Club         | Huehuetoca, Estado de México                  | 12 de Mayo                            | 1 500     | –                  |
| CD Muxes                 | CD Muxes                    | Venustiano Carranza, Ciudad de México         | Deportivo Plutarco Elías Calles       | 1 000     | –                  |
| Oceanía                  | Oceanía                     | Venustiano Carranza, Ciudad de México         | Deportivo Oceanía Cancha 3            | N/D       | –                  |
| Panteras Neza            | Valle de Xico F.C.          | Nezahualcóyotl, Estado de México              | Metropolitano                         | 3 000     | –                  |
| F.C. Politécnico         | F.C. Politécnico            | Venustiano Carranza, Ciudad de México         | Deportivo Eduardo Molina              | N/D       | –                  |
| R-Reyes FC               | R-Reyes FC                  | Miguel Hidalgo, Ciudad de México              | Deportivo Plutarco Elías Calles       | 1 000     | –                  |
| Sangre de Campeón        | Sangre de Campeón           | Tultitlán, Estado de México                   | Nou Camp 1                            | 1 000     | –                  |
| Santos CDMX              | Novillos Neza               | Venustiano Carranza, Ciudad de México         | Deportivo Eduardo Molina              | N/D       | –                  |

#### Grupo V
14 equipos de Estado de México y Ciudad de México
| Equipo                 | Nombre registrado                 | Ciudad                                | Estadio                              | Capacidad | Club de afiliación    |
| ---------------------- | --------------------------------- | ------------------------------------- | ------------------------------------ | --------- | --------------------- |
| Atlético Chalquense    | Atlético Chalquense               | Chalco, Estado de México              | Arreola                              | 2 000     | –                     |
| Cantera CDMX           | Deportivo Talpa                   | Huehuetoca, Estado de México          | 12 de Mayo                           | 1 500     | –                     |
| Deportivo Metepec      | Deportivo Metepec                 | Metepec, Estado de México             | Unidad Deportiva Alarcón Hisojo      | 1 000     | –                     |
| Estudiantes            | Estudiantes                       | El Oro, Estado de México              | Jacinto Salinas "La Cabecilla"       | 1 000     | –                     |
| Guerreros DD           | Guerreros DD                      | Xochimilco, Ciudad de México          | San Isidro                           | 2 000     | –                     |
| Leones F.C. Amecameca  | Leones F.C. Amecameca             | Chalco, Estado de México              | San Marcos                           | 1 000     | –                     |
| Club Deportivo Leones  | Originales Aguacateros de Uruapan | Xonacatlán, Estado de México          | Gustavo A. Vicencio                  | 2 000     | –                     |
| Mineros CDMX           | Halcones Zúñiga                   | Venustiano Carranza, Ciudad de México | Ciudad deportiva Magdalena Mixhuca   | 500       | –                     |
| Proyecto México Soccer | Grupo Sherwood                    | Tenango del Valle, Estado de México   | Unidad Deportiva Alfredo del Mazo    | N/D       | –                     |
| Sime Soccer            | CH Fútbol Club                    | San Antonio La Isla, Estado de México | Unidad Deportiva San Antonio La Isla | N/D       | –                     |
| Tenancingo F.C.        | Fuerza Mazahua F.C.               | Tenancingo, Estado de México          | José Manuel "Grillo" Cruzalta        | 3 000     | –                     |
| Deportivo Toluca TDP   | Deportivo Toluca TDP              | Metepec, Estado de México             | Instalaciones de Metepec             | 2 000     | Deportivo Toluca F.C. |
| Villa Flor             | Villa Flor                        | Villa Guerrero, Estado de México      | Municipal de Villa Guerrero          | 1 500     | –                     |
| Yalmakan               | Yalmakan                          | Iztapalapa, Ciudad de México          | Deportivo Lázaro Cárdenas            | N/D       |                       |

#### Grupo VI
12 equipos de Estado de México, Ciudad de México, Guerrero, Morelos y Puebla
| Equipo               | Nombre registrado    | Ciudad                       | Estadio                                       | Capacidad | Club de afiliación |
| -------------------- | -------------------- | ---------------------------- | --------------------------------------------- | --------- | ------------------ |
| Águilas de la UAGro  | Águilas de la UAGro  | Acapulco, Guerrero           | Unidad Deportiva Acapulco                     | 13 000    | –                  |
| Academia Cuextlán    | Academia Cuextlán    | Xochimilco, Ciudad de México | Deportivo Montesur                            | N/A       | –                  |
| Caudillos de Morelos | Caudillos de Morelos | Chiconcuac, Morelos          | Unidad Deportiva Chiconcuac                   | 1 000     | –                  |
| Cefort Toros         | Santiago Tulantepec  | Xochitepec, Morelos          | La Escuelita Xochitepec                       | 1 000     | –                  |
| Chilpancingo         | Chilpancingo         | Chilpancingo, Guerrero       | David Josué García Evangelista                | 2 000     | –                  |
| FORMAFUTINTEGRAL     | FORMAFUTINTEGRAL     | Ixtapaluca, Estado de México | Campo La Era                                  | 2 000     | –                  |
| Guerreros Puebla     | Guerreros Puebla     | Puebla, Puebla               | Centro Estatal del Deporte Mario Vázquez Raña | 800       | –                  |
| Iguala FC            | Iguala FC            | Iguala, Guerrero             | Municipal de Iguala                           | 7 000     | –                  |
| Iguanas FC           | Iguanas FC           | Zihuatanejo, Guerrero        | Unidad Deportiva Zihuatanejo                  | 1 000     | –                  |
| Selva Cañera         | Selva Cañera         | Jojutla, Morelos             | Unidad Deportiva La Perseverancia             | 1 000     | –                  |
| Tigres Yautepec      | Atlético Cuernavaca  | Yautepec, Morelos            | Centro deportivo Yautepec                     | 3 000     | –                  |
| CD Yautepec          | CD Yautepec          | Yautepec, Morelos            | Centro deportivo Yautepec                     | 3 000     | –                  |

#### Grupo VII
17 equipos de Estado de México, Hidalgo, Puebla y Tlaxcala.
| Equipo                     | Nombre registrado          | Ciudad                                        | Estadio                             | Capacidad | Club de afiliación  |
| -------------------------- | -------------------------- | --------------------------------------------- | ----------------------------------- | --------- | ------------------- |
| Bombarderos de Tecámac     | Bombarderos de Tecámac     | Tecamac, Estado de México                     | Unidad Deportiva Felipe Villanueva  | N/D       | –                   |
| Cefor Chaco Giménez        | Cefor Chaco Giménez        | Tulancingo, Hidalgo                           | Primero de Mayo                     | 2 500     | –                   |
| Cefor Cuauhtémoc Blanco    | Cefor Cuauhtémoc Blanco    | Huauchinango, Puebla                          | Nido Águila Huauchinango            | 300       | –                   |
| Ciervos TDP (*)            | Ciervos TDP (*)            | Chalco, Estado de México                      | Arreola                             | 2 000     | Ciervos F.C.        |
| Deportivo Dongu TDP        | Deportivo Dongu TDP        | Cocotitlán, Estado de México                  | Deportivo Cocotitlán                | N/D       | Deportivo Dongu     |
| Faraones de Texcoco        | Faraones de Texcoco        | Texcoco, Estado de México                     | Claudio Suárez                      | 4 000     | –                   |
| Guerreros Aztecas          | Guerreros Aztecas          | San Martín de las Pirámides, Estado de México | Ing. Rubén Ramírez Ramírez          | N/D       | Alebrijes de Oaxaca |
| Guerreros de la Plata      | Guerreros de la Plata      | Pachuca, Hidalgo                              | Deportivo Espartaco                 | N/D       | -                   |
| Guerreros Tlaxcala         | Guerreros Tlaxcala         | Santa Ana Chiautempan, Tlaxcala               | Unidad Deportiva Próspero Cahuantzi | 3 000     | -                   |
| Halcones Negros            | Halcones Negros            | Chicoloapan, Estado de México                 | Unidad Deportiva San José           | 1 000     | –                   |
| Hidalguense                | Hidalguense                | Pachuca, Hidalgo                              | Club Hidalguense                    | 600       | –                   |
| Independiente Mexiquense   | Independiente Mexiquense   | Huehuetoca, Estado de México                  | 12 de Mayo                          | 1 500     | –                   |
| Marnap                     | Marnap                     | Ixmiquilpan, Hidalgo                          | Deportivo Marnap                    | 1 000     | –                   |
| CD Matamoros               | CD Matamoros               | Texcoco, Estado de México                     | Unidad Deportiva Silverio Pérez     | 1 000     | –                   |
| Sk Street Soccer           | Sk Street Soccer           | Tulancingo, Hidalgo                           | Unidad Deportiva Javier Rojo Gómez  | 2 000     | –                   |
| Tigres Tezontepec          | San José del Arenal        | Tezontepec, Hidalgo                           | 3 de noviembre                      | N/D       | –                   |
| Universidad del Fútbol (*) | Universidad del Fútbol (*) | San Agustín Tlaxiaca, Hidalgo                 | Universidad del Fútbol              | 1 000     | C.F. Pachuca        |

#### Grupo VIII
19 equipos de Guanajuato, Jalisco, Michoacán y Querétaro. El club Limsoccer F.C. fue inscrito para participar, pero posteriormente fue expulsado por la Liga al no cumplir con sus obligaciones como afiliado.
| Equipo                        | Nombre registrado             | Ciudad                      | Estadio                              | Capacidad | Club de afiliación      |
| ----------------------------- | ----------------------------- | --------------------------- | ------------------------------------ | --------- | ----------------------- |
| Aguacateros de Peribán        | Aguacateros de Peribán        | Peribán, Michoacán          | Paricutín                            | 1 000     | –                       |
| Atlético IDEL                 | Atlético IDEL                 | Querétaro, Querétaro        | Unidad Deportiva Reforma Lomas       | N/D       | –                       |
| Cocodrilos FC Lázaro Cárdenas | Cocodrilos FC Lázaro Cárdenas | Lázaro Cárdenas, Michoacán  | Club Pacífico                        | 2 500     | –                       |
| Degollado FC                  | Degollado FC                  | Degollado, Jalisco          | Municipal de Degollado               | 2 000     | C.F. La Piedad          |
| Delfines de Abasolo           | Delfines de Abasolo           | Abasolo, Guanajuato         | Municipal Abasolo                    | 2 000     | –                       |
| Deportivo Yurécuaro           | Deportivo Yurécuaro           | Yurécuaro, Michoacán        | Unidad Deportiva Centenario          | 2 000     | –                       |
| Estudiantes de Querétaro      | Estudiantes de Querétaro      | Querétaro, Querétaro        | Complejo deportivo INDEREQ           | N/D       | –                       |
| Fuerza Naranja                | Fuerza Naranja                | Querétaro, Querétaro        | Unidad Deportiva Reforma Lomas       | N/D       | –                       |
| Guerreros Zacapu              | Monarcas Zacapu               | Zacapu, Michoacán           | Municipal Zacapu                     | 2 000     | –                       |
| Inter El Marqués              | Club Fundadores               | Querétaro, Querétaro        | Unidad Deportiva La Cañada           | 2 000     | Inter de Querétaro F.C. |
| Inter de Querétaro            | Real Querétaro                | Querétaro, Querétaro        | Parque Bicentenario                  | 1 000     | Inter de Querétaro F.C. |
| Jaibos Cortazar F.C.          | Deportivo Soria               | Cortazar, Guanajuato        | Unidad Deportiva Sur                 | N/D       | –                       |
| La Piedad Querétaro           | La Piedad Querétaro           | Querétaro, Querétaro        | Universidad Tecnológica de Querétaro | N/D       | –                       |
| Lobos ITECA                   | Lobos ITECA                   | Zacapu, Michoacán           | Municipal Zacapu                     | 2 000     | –                       |
| Petroleros SJR                | Petroleros SJR                | San Juan del Río, Querétaro | Universidad CEICKOR                  | N/D       | –                       |
| Soberano Zamora F.C.          | Soberano Zamora F.C.          | Zamora, Michoacán           | Unidad Deportiva El Chamizal         | 5 000     | –                       |
| Strikers FC International     | Strikers FC International     | Comonfort, Guanajuato       | Circuito Deportivo Brígido Vargas    | 4 000     |                         |
| Titanes de Querétaro          | Titanes de Querétaro          | Querétaro, Querétaro        | Unidad Deportiva La Cañada           | 2 000     | –                       |

#### Grupo IX
13 equipos de Aguascalientes, Guanajuato, Durango, Michoacán, San Luis Potosí, Zacatecas y Jalisco
| Equipo                       | Nombre registrado            | Ciudad                              | Estadio                                     | Capacidad | Club de afiliación   |
| ---------------------------- | ---------------------------- | ----------------------------------- | ------------------------------------------- | --------- | -------------------- |
| Ates Morelia RC              | Atlético Valladolid          | Morelia, Michoacán                  | Canchas Furamo                              | N/D       | –                    |
| Atlético ECCA                | Atlético ECCA                | León, Guanajuato                    | CODE Las Joyas                              | 1 000     | –                    |
| Atlético Leonés              | Atlético Leonés              | León, Guanajuato                    | CODE Las Joyas                              | 1 000     | –                    |
| Cachorros de León            | Fut-Car                      | León, Guanajuato                    | Unidad Deportiva Enrique Fernández Martínez | 2 000     | –                    |
| Durango TDP (*)              | Durango TDP (*)              | Durango, Durango                    | Ciudad deportiva Durango                    | N/D       | Durango              |
| Empresarios del Rincón       | Real Olmeca Sport            | Purísima del Rincón, Guanajuato     | Unidad Deportiva Purísima                   | 1 000     | –                    |
| FC Jerez                     | FC Zacatecas                 | Jerez, Zacatecas                    | Ramón López Velarde                         | 3 000     | –                    |
| Mineros de Fresnillo TDP (*) | Mineros de Fresnillo TDP (*) | Fresnillo, Zacatecas                | Unidad Deportiva Minera Fresnillo           | 2 500     | Mineros de Fresnillo |
| Mineros de Zacatecas TDP (*) | Mineros de Zacatecas TDP (*) | Guadalupe, Zacatecas                | Unidad Deportiva Guadalupe                  | 500       | Mineros de Zacatecas |
| Pabellón F.C.                | Pabellón F.C.                | Pabellón de Arteaga, Aguascalientes | Luis Guzmán                                 | 2 000     | –                    |
| Somnus F.C.                  | Real Magarí                  | Lagos de Moreno, Jalisco            | Instalaciones Somnus F.C.                   | 2 000     | –                    |
| Texcoco                      | Texcoco                      | Ciudad Valles, San Luis Potosí      | Centro cultural y deportivo Ciudad Valles   | TBA       | –                    |
| UAZ TDP (*)                  | UAZ TDP (*)                  | Zacatecas, Zacatecas                | Universitario Unidad Deportiva Norte        | 5 000     | UAZ                  |

#### Grupo X
20 equipos de Jalisco y Colima
| Equipo                  | Nombre registrado       | Ciudad                         | Estadio                              | Capacidad | Club de afiliación |
| ----------------------- | ----------------------- | ------------------------------ | ------------------------------------ | --------- | ------------------ |
| Acatlán                 | Acatlán                 | Zapotlanejo, Jalisco           | Miguel Hidalgo                       | 1 500     | –                  |
| Agaveros                | Agaveros                | Tlajomulco de Zúñiga, Jalisco  | Campos Elite                         | N/D       | –                  |
| Atlético Tecomán        | Atlético Tecomán        | Tecomán, Colima                | Víctor Sevilla                       | 4 000     | –                  |
| Aves Blancas            | Aves Blancas            | Tepatitlán de Morelos, Jalisco | Corredor Industrial                  | 1 200     | –                  |
| Ayense                  | Ayense                  | Ayotlán, Jalisco               | Chino Rivas                          | 4 000     | –                  |
| Cafessa Tlajomulco (*)  | Cafessa Tlajomulco (*)  | Tlajomulco de Zúñiga, Jalisco  | Unidad Deportiva Mariano Otero       | 3 000     | D. Cafessa Jalisco |
| Carfut Barajas Soccer   | Salamanca F.C.          | Tamazula, Jalisco              | Club Deportivo Sección 80            | N/D       | –                  |
| Catedráticos Elite F.C. | Catedráticos Elite F.C. | Etzatlán, Jalisco              | Unidad Deportiva Etzatlán            | 1 000     | –                  |
| Chapala                 | Chapala                 | Chapala, Jalisco               | Municipal Juan Rayo                  | 1 200     | –                  |
| Diablos Tesistán        | Diablos Tesistán        | Zapopan, Jalisco               | Club Diablos Tesistán                | N/D       | –                  |
| Gallos Viejos           | Gallos Viejos           | Zapopan, Jalisco               | Club Pumas Tesistán                  | N/D       | –                  |
| Gorilas de Juanacatlán  | Gorilas de Juanacatlán  | Juanacatlán, Jalisco           | Club Juanacatlán                     | 500       | –                  |
| Leones Negros "C" (*)   | Leones Negros "C" (*)   | Guadalajara, Jalisco           | Club Deportivo U. de G.              | 3 000     | Leones Negros      |
| Mulos del CD Oro        | Mulos del CD Oro        | Zapopan, Jalisco               | Unidad Deportiva Revolución Mexicana | 3 000     | –                  |
| Nacional                | Nacional                | Zapopan, Jalisco               | Club Deportivo Imperio               | 1 500     | –                  |
| Picudos de Manzanillo   | Picudos de Manzanillo   | Zapopan, Jalisco               | Club Vaqueros                        | 1 000     | –                  |
| Real Ánimas de Sayula   | Real Ánimas de Sayula   | Sayula, Jalisco                | Gustavo Díaz Ordaz                   | 1 000     | –                  |
| Tapatíos Soccer         | Tapatíos Soccer         | Zapopan, Jalisco               | Colegio Once México                  | 3 000     | –                  |
| Tepatitlán TDP (*)      | Tepatitlán TDP (*)      | Tepatitlán de Morelos, Jalisco | Tepa Gómez                           | 12 500    | Tepatitlán F.C.    |
| Tornados Tlaquepaque    | Atlético Cocula         | Tonalá, Jalisco                | San Andrés                           | 2 500     | –                  |

#### Grupo XI
17 equipos de Sinaloa, Jalisco y Nayarit
| Equipo                      | Nombre registrado           | Ciudad                        | Estadio                                | Capacidad | Club de afiliación |
| --------------------------- | --------------------------- | ----------------------------- | -------------------------------------- | --------- | ------------------ |
| Alcaldes de Lagos           | Alcaldes de Lagos           | Tlaquepaque, Jalisco          | Club Vaqueros                          | 1 000     | –                  |
| Alteños Acatic              | Alteños Acatic              | Acatic, Jalisco               | Unidad Deportiva Acatic                | N/D       | Tepatitlán F.C.    |
| Atlético Nayarit            | Atlético Nayarit            | Xalisco, Nayarit              | Unidad Deportiva Landereñas            | 1 000     | –                  |
| Caja Oblatos CFD            | Caja Oblatos CFD            | Guadalajara, Jalisco          | Unidad Deportiva Valentín Gómez Farías | 1 360     | –                  |
| Camaroneros de Escuinapa    | Camaroneros de Escuinapa    | San Martín Hidalgo, Jalisco   | Morelos de Tepehuaje                   | N/D       | –                  |
| CEFO-ALR                    | CEFO-ALR                    | Ameca, Jalisco                | Núcleo Deportivo y de Espectáculos     | 9 000     | Tecos F.C.         |
| CEFUT                       | CEFUT                       | Zapopan, Jalisco              | Club Hacienda Real                     | 1 000     | –                  |
| Deportivo Cimagol           | Deportivo Cimagol           | Tlaquepaque, Jalisco          | Campos Maracaná                        | N/D       | –                  |
| Deportivo Tala              | Volcanes de Colima          | Tala, Jalisco                 | Centro deportivocultural 24 de Marzo   | 3 000     | –                  |
| Dorados TDP (*)             | Dorados TDP (*)             | Navolato, Sinaloa             | Juventud                               | 2 000     | Dorados de Sinaloa |
| Fénix CFAR                  | Fénix CFAR                  | Ahualulco de Mercado, Jalisco | Unidad Deportiva Hugo Sánchez          | N/D       | –                  |
| Mazorqueros TDP             | Mazorqueros TDP             | Ciudad Guzmán, Jalisco        | Municipal Santa Rosa                   | 3 500     | Mazorqueros F.C.   |
| Puerto Vallarta F.C.        | Puerto Vallarta F.C.        | Puerto Vallarta, Jalisco      | Municipal Agustín Flores Contreras     | 3 000     | –                  |
| RC-1128                     | RC-1128                     | Ocotlán, Jalisco              | Municipal Benito Juárez                | 1 500     | –                  |
| River Plate Escuela Jalisco | River Plate Escuela Jalisco | Tlajomulco de Zúñiga, Jalisco | Cancha Pumitas                         | N/D       | –                  |
| Tecos TDP (*)               | Tecos TDP (*)               | Zapopan, Jalisco              | Cancha Alterna Tres de Marzo           | 1 000     | Tecos F.C.         |
| Xalisco                     | Xalisco                     | Xalisco, Nayarit              | Unidad Deportiva AFEN                  | N/D       | –                  |

#### Grupo XII
8 equipos de Tamaulipas, Nuevo León y Coahuila 
| Equipo                     | Nombre registrado          | Ciudad                   | Estadio                        | Capacidad | Club de afiliación |
| -------------------------- | -------------------------- | ------------------------ | ------------------------------ | --------- | ------------------ |
| Bravos de Nuevo Laredo     | Bravos de Nuevo Laredo     | Nuevo Laredo, Tamaulipas | Unidad Deportiva Benito Juárez | 5 000     | –                  |
| Club de Fútbol Cadereyta   | Club de Fútbol Cadereyta   | Cadereyta, Nuevo León    | Alfonso Martínez Domínguez     | 1 000     | –                  |
| FCD de Santiago Nuevo León | FCD de Santiago Nuevo León | Santiago, Nuevo León     | El Barrial                     | 2 000     | FC Dallas          |
| Real San Cosme             | Real San Cosme             | Monterrey, Nuevo León    | Ciudad deportiva Churbusco     | N/D       | –                  |
| Irritilas FC               | Irritilas FC               | San Pedro, Coahuila      | Quinta Ximena                  | N/D       | –                  |
| Jabatos de Nuevo León      | Bucaneros de Matamoros     | Cadereyta, Nuevo León    | Clemente Salinas Netro         | 1 000     | –                  |
| Regios Azul y Oro          | CD Querétaro 3D            | Monterrey, Nuevo León    | Ciudad deportiva Churbusco     | N/D       | –                  |
| Saltillo Soccer F.C.       | Saltillo Soccer F.C.       | Saltillo, Coahuila       | Olímpico Francisco I. Madero   | 7 000     | Saltillo SFC       |

#### Grupo XIII
8 equipos de Chihuahua y Sonora
| Equipo                    | Ciudad                   | Estadio                                  | Capacidad | Club de afiliación   |
| ------------------------- | ------------------------ | ---------------------------------------- | --------- | -------------------- |
| FC CEPROFFA               | Ciudad Juárez, Chihuahua | CEPROFFA                                 | N/D       | –                    |
| Cimarrones TDP (*)        | Hermosillo, Sonora       | Héroe de Nacozari                        | 18 747    | Cimarrones de Sonora |
| Cobras Fut Premier        | Ciudad Juárez, Chihuahua | 20 de noviembre                          | 2 500     | –                    |
| CD Etchojoa               | Etchojoa, Sonora         | María Lourdes Leyva Mendoza              | N/D       | –                    |
| Guaymas FC                | Heroica Guaymas, Sonora  | Unidad Deportiva Julio Alfonso           | 3 000     | –                    |
| Huatabampo FC             | Huatabampo, Sonora       | Unidad Deportiva Baldomero "Melo" Aldama | 3 000     | –                    |
| La Tribu de Ciudad Juárez | Ciudad Juárez, Chihuahua | 20 de noviembre                          | 2 500     | –                    |
| Xolos de Hermosillo (*)   | Hermosillo, Sonora       | Miguel Castro Servín                     | 7 000     | C. Tijuana           |

#### Grupo XIV
7 equipos de Baja California.
| Equipo              | Ciudad                              | Estadio               | Capacidad |
| ------------------- | ----------------------------------- | --------------------- | --------- |
| 40 Grados MXL       | Mexicali, Baja California           | Necaxa                | N/D       |
| Atlético Juniors    | Tijuana, Baja California            | Unidad Deportiva CREA | 10 000    |
| Cachanillas         | Mexicali, Baja California           | CREA Club Deportivo   | N/D       |
| Dragones            | Tijuana, Baja California            | Unidad Deportiva CREA | 10 000    |
| Gladiadores Tijuana | Tijuana, Baja California            | Unidad Deportiva CREA | 10 000    |
| London              | Tijuana, Baja California            | Unidad Deportiva CREA | 10 000    |
| Rosarito F.C.       | Playas de Rosarito, Baja California | Andrés Luna           | N/D       |

## Tablas Generales
Fecha de actualización: 22 de mayo de 2021

### Grupo I
| Pos. | Equipos               | PJ | PG | PE | PP | GF | GC | Dif. | Pts. | Pe | Por  |
| ---- | --------------------- | -- | -- | -- | -- | -- | -- | ---- | ---- | -- | ---- |
| 1.   | Cancún F.C. TDP       | 20 | 10 | 6  | 4  | 28 | 22 | 6    | 40   | 4  | 2.00 |
| 2.   | Deportiva Venados     | 20 | 11 | 4  | 5  | 41 | 18 | 23   | 38   | 1  | 1.90 |
| 3.   | Inter Playa TDP       | 20 | 8  | 8  | 4  | 31 | 25 | 6    | 35   | 3  | 1.76 |
| 4.   | Corsarios de Campeche | 20 | 9  | 4  | 7  | 26 | 26 | 0    | 34   | 3  | 1.70 |
| 5.   | Campeche F.C.         | 20 | 7  | 6  | 7  | 38 | 28 | 10   | 30   | 3  | 1.50 |
| 6.   | Tulum F.C.            | 20 | 7  | 6  | 7  | 26 | 30 | -4   | 30   | 3  | 1.50 |
| 7.   | Mayas F.C. Hunucmá    | 20 | 6  | 8  | 6  | 20 | 20 | 0    | 29   | 3  | 1.45 |
| 8.   | Pioneros Junior       | 20 | 7  | 5  | 8  | 23 | 24 | -1   | 29   | 3  | 1.45 |
| 9.   | Cantera Venados       | 20 | 6  | 7  | 7  | 23 | 25 | -2   | 29   | 4  | 1.45 |
| 10.  | Progreso F.C.         | 20 | 7  | 1  | 12 | 21 | 37 | -16  | 22   | 0  | 1.10 |
| 11.  | Pejelagartos Tabasco  | 20 | 2  | 5  | 13 | 15 | 37 | -22  | 14   | 3  | 0.70 |
| 12.  | Delfines Márquez      | 0  | 0  | 0  | 0  | 0  | 0  | 0    | 0    | 0  | 0.00 |

Nota: La cantidad de equipos clasificados a la fase final puede variar dependiendo del número de equipos por grupo. Los equipos pueden no clasificar por incumplimiento a reglamento o falta de pagos.
|  | Clasificado para la Fase Final Etapa 1 como líder de grupo.        |
|  | Clasificado para la Fase Final Etapa 1.                            |
|  | Clasificado para la Liguilla de Filiales o sin derecho al ascenso. |
|  | Último de Grupo.                                                   |

### Grupo II
| Pos. | Equipos                     | PJ | PG | PE | PP | GF | GC | Dif. | Pts. | Pe | Por  |
| ---- | --------------------------- | -- | -- | -- | -- | -- | -- | ---- | ---- | -- | ---- |
| 1.   | Tuxpan F.C.                 | 28 | 19 | 6  | 3  | 56 | 18 | 38   | 66   | 3  | 2.36 |
| 2.   | Fuertes de Fortín           | 28 | 18 | 7  | 3  | 63 | 25 | 38   | 64   | 3  | 2.29 |
| 3.   | Papanes de Papantla         | 28 | 19 | 1  | 8  | 78 | 29 | 49   | 59   | 1  | 2.11 |
| 4.   | Delfines UGM                | 28 | 16 | 6  | 6  | 54 | 28 | 26   | 57   | 3  | 2.04 |
| 5.   | Poza Rica                   | 28 | 18 | 2  | 8  | 59 | 33 | 26   | 56   | 0  | 2.00 |
| 6.   | Alpha                       | 28 | 13 | 6  | 9  | 56 | 30 | 26   | 48   | 3  | 1.71 |
| 7.   | Colegio Once México Córdoba | 28 | 13 | 6  | 9  | 43 | 37 | 6    | 48   | 3  | 1.71 |
| 8.   | Tehuacán de la Franja       | 28 | 11 | 6  | 11 | 40 | 46 | -6   | 42   | 3  | 1.50 |
| 9.   | Los Ángeles                 | 28 | 11 | 4  | 13 | 30 | 42 | -12  | 40   | 3  | 1.43 |
| 10.  | C.F. Zaragoza               | 28 | 8  | 7  | 13 | 32 | 43 | -11  | 36   | 5  | 1.29 |
| 11.  | FC Sozca                    | 28 | 8  | 6  | 14 | 36 | 46 | -10  | 33   | 3  | 1.18 |
| 12.  | Reales de Puebla            | 28 | 6  | 6  | 16 | 31 | 58 | -27  | 28   | 4  | 1.00 |
| 13.  | Atlético Boca del Río       | 28 | 6  | 4  | 18 | 24 | 52 | -28  | 22   | 0  | 0.79 |
| 14.  | Lobos Puebla                | 28 | 4  | 4  | 20 | 19 | 81 | -62  | 18   | 2  | 0.64 |
| 15.  | Toros de Jamapa             | 28 | 3  | 3  | 22 | 20 | 73 | -53  | 13   | 1  | 0.46 |

Nota: La cantidad de equipos clasificados a la fase final puede variar dependiendo del número de equipos por grupo. Los equipos pueden no clasificar por incumplimiento a reglamento o falta de pagos.
|  | Clasificado para la Fase Final Etapa 1 como líder de grupo.        |
|  | Clasificado para la Fase Final Etapa 1.                            |
|  | Clasificado para la Liguilla de Filiales o sin derecho al ascenso. |
|  | Último de Grupo.                                                   |

### Grupo III
| Pos. | Equipos                 | PJ | PG | PE | PP | GF | GC | Dif. | Pts. | Pe | Por  |
| ---- | ----------------------- | -- | -- | -- | -- | -- | -- | ---- | ---- | -- | ---- |
| 1.   | Cruz Azul Lagunas       | 27 | 17 | 6  | 4  | 52 | 14 | 38   | 61   | 4  | 2.26 |
| 2.   | Lechuzas UPGCH          | 27 | 16 | 5  | 6  | 58 | 27 | 31   | 54   | 1  | 2.00 |
| 3.   | Porteños F.C.           | 27 | 14 | 8  | 5  | 36 | 27 | 9    | 54   | 4  | 2.00 |
| 4.   | Cefor Chiapas           | 27 | 12 | 6  | 9  | 56 | 35 | 21   | 45   | 3  | 1.67 |
| 5.   | Alebrijes de Oaxaca TDP | 27 | 12 | 6  | 9  | 35 | 30 | 5    | 45   | 3  | 1.67 |
| 6.   | Deportivo UNICACH       | 27 | 12 | 4  | 11 | 34 | 38 | -4   | 41   | 1  | 1.52 |
| 7.   | Universidad del Sureste | 27 | 11 | 6  | 10 | 44 | 40 | 4    | 40   | 1  | 1.48 |
| 8.   | Atlético Ixtepec        | 27 | 6  | 5  | 16 | 37 | 67 | -30  | 24   | 1  | 0.89 |
| 9.   | Dragones de Oaxaca      | 27 | 4  | 5  | 18 | 33 | 68 | -35  | 22   | 5  | 0.82 |
| 10.  | Milenarios de Oaxaca    | 27 | 2  | 7  | 18 | 16 | 55 | -39  | 19   | 6  | 0.70 |

Nota: La cantidad de equipos clasificados a la fase final puede variar dependiendo del número de equipos por grupo. Los equipos pueden no clasificar por incumplimiento a reglamento o falta de pagos.
|  | Clasificado para la Fase Final Etapa 1 como líder de grupo.        |
|  | Clasificado para la Fase Final Etapa 1.                            |
|  | Clasificado para la Liguilla de Filiales o sin derecho al ascenso. |
|  | Último de Grupo.                                                   |

### Grupo IV
| Pos. | Equipos                  | PJ | PG | PE | PP | GF  | GC  | Dif. | Pts. | Pe | Por  |
| ---- | ------------------------ | -- | -- | -- | -- | --- | --- | ---- | ---- | -- | ---- |
| 1.   | Aragón FC                | 36 | 31 | 4  | 1  | 122 | 28  | 94   | 100  | 2  | 2.78 |
| 2.   | Chilangos FC             | 36 | 26 | 8  | 2  | 101 | 29  | 72   | 92   | 6  | 2.56 |
| 3.   | Cuervos de Silver Soccer | 36 | 24 | 5  | 7  | 81  | 32  | 49   | 81   | 4  | 2.25 |
| 4.   | Álamos FC                | 36 | 22 | 8  | 6  | 75  | 46  | 29   | 78   | 4  | 2.17 |
| 5.   | CD Muxes                 | 36 | 23 | 5  | 8  | 74  | 34  | 40   | 77   | 3  | 2.14 |
| 6.   | Club Carsaf              | 36 | 19 | 7  | 10 | 69  | 46  | 23   | 66   | 2  | 1.83 |
| 7.   | Cuervos Blancos          | 36 | 16 | 12 | 8  | 67  | 53  | 14   | 63   | 3  | 1.75 |
| 8.   | Sangre de Campeón        | 36 | 17 | 5  | 14 | 64  | 54  | 10   | 59   | 3  | 1.64 |
| 9.   | R-Reyes FC               | 36 | 16 | 4  | 16 | 71  | 44  | 27   | 55   | 3  | 1.53 |
| 10.  | Loyalty Soccer Club      | 36 | 14 | 8  | 14 | 60  | 51  | 9    | 54   | 4  | 1.50 |
| 11.  | Azucareros de Tezonapa   | 36 | 15 | 3  | 18 | 62  | 74  | -12  | 49   | 1  | 1.36 |
| 12.  | Aztecas AMF Soccer       | 36 | 11 | 9  | 16 | 45  | 54  | -9   | 47   | 5  | 1.31 |
| 13.  | FC Politécnico           | 36 | 9  | 9  | 18 | 46  | 67  | -21  | 42   | 6  | 1.17 |
| 14.  | Cañoneros Marina TDP     | 36 | 11 | 5  | 20 | 40  | 67  | -27  | 38   | 0  | 1.06 |
| 15.  | AEM                      | 36 | 9  | 6  | 21 | 42  | 76  | -34  | 36   | 3  | 1.00 |
| 16.  | Panteras Neza            | 36 | 8  | 3  | 25 | 34  | 109 | -75  | 31   | 4  | 0.83 |
| 17.  | Halcones de Rayón        | 36 | 3  | 10 | 23 | 35  | 78  | -43  | 22   | 3  | 0.61 |
| 18.  | Santos CDMX              | 36 | 3  | 5  | 28 | 34  | 126 | -92  | 19   | 5  | 0.53 |
| 19.  | Oceanía FC               | 36 | 3  | 8  | 25 | 37  | 91  | -54  | 18   | 1  | 0.50 |
| 20.  | Promodep Central         | 0  | 0  | 0  | 0  | 0   | 0   | 0    | 0    | 0  | 0.00 |

Nota: La cantidad de equipos clasificados a la fase final puede variar dependiendo del número de equipos por grupo. Los equipos pueden no clasificar por incumplimiento a reglamento o falta de pagos.
|  | Clasificado para la Fase Final Etapa 1 como líder de grupo.        |
|  | Clasificado para la Fase Final Etapa 1.                            |
|  | Clasificado para la Liguilla de Filiales o sin derecho al ascenso. |
|  | Último de Grupo.                                                   |

### Grupo V
| Pos. | Equipos                | PJ | PG | PE | PP | GF | GC | Dif. | Pts. | Pe | Por  |
| ---- | ---------------------- | -- | -- | -- | -- | -- | -- | ---- | ---- | -- | ---- |
| 1.   | Deportivo Toluca TDP   | 26 | 19 | 4  | 3  | 56 | 11 | 45   | 64   | 3  | 2.46 |
| 2.   | Estudiantes            | 26 | 20 | 3  | 3  | 55 | 15 | 40   | 63   | 0  | 2.42 |
| 3.   | Mineros CDMX           | 26 | 18 | 5  | 3  | 81 | 22 | 59   | 61   | 2  | 2.35 |
| 4.   | Sime Soccer            | 26 | 17 | 5  | 4  | 60 | 13 | 47   | 59   | 3  | 2.27 |
| 5.   | Guerreros DD           | 26 | 12 | 7  | 7  | 38 | 21 | 17   | 48   | 5  | 1.85 |
| 6.   | Tenancingo F.C.        | 26 | 11 | 6  | 9  | 47 | 31 | 16   | 43   | 4  | 1.65 |
| 7.   | Club Deportivo Leones  | 26 | 12 | 4  | 10 | 52 | 37 | 15   | 42   | 2  | 1.61 |
| 8.   | Proyecto México Soccer | 26 | 10 | 8  | 8  | 35 | 42 | -7   | 42   | 4  | 1.61 |
| 9.   | Deportivo Metepec      | 26 | 7  | 6  | 13 | 30 | 47 | -17  | 29   | 2  | 1.12 |
| 10.  | Leones F.C. Amecameca  | 26 | 3  | 9  | 14 | 19 | 51 | -32  | 23   | 5  | 0.89 |
| 11.  | CD Villa Flor          | 26 | 6  | 3  | 17 | 32 | 59 | -27  | 22   | 1  | 0.85 |
| 12.  | Yalmakan TDP           | 26 | 4  | 4  | 18 | 20 | 54 | -34  | 19   | 3  | 0.73 |
| 13.  | Cantera CDMX           | 26 | 5  | 3  | 18 | 27 | 80 | -53  | 18   | 0  | 0.69 |
| 14.  | Atlético Chalquense    | 26 | 3  | 3  | 20 | 20 | 89 | -69  | 13   | 1  | 0.50 |

Nota: La cantidad de equipos clasificados a la fase final puede variar dependiendo del número de equipos por grupo. Los equipos pueden no clasificar por incumplimiento a reglamento o falta de pagos.
|  | Clasificado para la Fase Final Etapa 1 como líder de grupo.        |
|  | Clasificado para la Fase Final Etapa 1.                            |
|  | Clasificado para la Liguilla de Filiales o sin derecho al ascenso. |
|  | Último de Grupo.                                                   |

### Grupo VI
| Pos. | Equipos              | PJ | PG | PE | PP | GF | GC | Dif. | Pts. | Pe | Por  |
| ---- | -------------------- | -- | -- | -- | -- | -- | -- | ---- | ---- | -- | ---- |
| 1.   | Tigres Yautepec      | 22 | 16 | 4  | 2  | 45 | 20 | 25   | 55   | 3  | 2.50 |
| 2.   | Águilas UAGro        | 22 | 16 | 1  | 5  | 59 | 20 | 39   | 49   | 0  | 2.23 |
| 3.   | Academia Cuextlán    | 22 | 15 | 2  | 5  | 49 | 21 | 28   | 47   | 0  | 2.14 |
| 4.   | Deportivo Yautepec   | 22 | 15 | 2  | 5  | 50 | 29 | 21   | 47   | 0  | 2.14 |
| 5.   | Chilpancingo         | 22 | 11 | 2  | 9  | 34 | 33 | 1    | 35   | 0  | 1.59 |
| 6.   | Selva Cañera         | 22 | 7  | 6  | 9  | 24 | 28 | -4   | 31   | 4  | 1.41 |
| 7.   | Caudillos de Morelos | 22 | 4  | 8  | 10 | 22 | 36 | -14  | 26   | 6  | 1.18 |
| 8.   | Iguala FC            | 22 | 7  | 3  | 12 | 32 | 39 | -7   | 25   | 1  | 1.14 |
| 9.   | Cefort Toros         | 22 | 6  | 4  | 12 | 23 | 38 | -15  | 25   | 3  | 1.14 |
| 10.  | Iguanas FC           | 22 | 7  | 1  | 14 | 26 | 46 | -20  | 23   | 1  | 1.05 |
| 11.  | FORMAFUTINTEGRAL     | 22 | 4  | 5  | 13 | 24 | 49 | -25  | 18   | 1  | 0.82 |
| 12.  | Guerreros Puebla     | 22 | 3  | 4  | 15 | 16 | 45 | -29  | 15   | 3  | 0.68 |

Nota: La cantidad de equipos clasificados a la fase final puede variar dependiendo del número de equipos por grupo. Los equipos pueden no clasificar por incumplimiento a reglamento o falta de pagos.
|  | Clasificado para la Fase Final Etapa 1 como líder de grupo.        |
|  | Clasificado para la Fase Final Etapa 1.                            |
|  | Clasificado para la Liguilla de Filiales o sin derecho al ascenso. |
|  | Último de Grupo.                                                   |

### Grupo VII
| Pos. | Equipos                            | PJ | PG | PE | PP | GF | GC  | Dif. | Pts. | Pe | Por  |
| ---- | ---------------------------------- | -- | -- | -- | -- | -- | --- | ---- | ---- | -- | ---- |
| 1.   | Faraones de Texcoco                | 32 | 24 | 6  | 2  | 93 | 27  | 66   | 82   | 4  | 2.56 |
| 2.   | Universidad del Fútbol             | 32 | 25 | 4  | 3  | 86 | 27  | 59   | 82   | 3  | 2.56 |
| 3.   | Cefor Cuauhtémoc Blanco            | 32 | 23 | 6  | 3  | 73 | 16  | 57   | 77   | 2  | 2.41 |
| 4.   | Sk Sport Street Soccer             | 32 | 20 | 7  | 5  | 71 | 30  | 41   | 72   | 5  | 2.25 |
| 5.   | Club Hidalguense                   | 32 | 16 | 12 | 4  | 58 | 31  | 27   | 70   | 10 | 2.18 |
| 6.   | Halcones Negros                    | 32 | 19 | 10 | 3  | 74 | 30  | 44   | 69   | 2  | 2.16 |
| 7.   | Bombarderos de Tecamac             | 32 | 12 | 5  | 15 | 44 | 47  | -3   | 46   | 5  | 1.44 |
| 8.   | Guerreros Aztecas IAFE             | 32 | 8  | 14 | 10 | 38 | 43  | -5   | 44   | 6  | 1.38 |
| 9.   | MARNAP FC                          | 32 | 11 | 9  | 12 | 61 | 71  | -10  | 43   | 1  | 1.34 |
| 10.  | Cefor Chaco Giménez                | 32 | 11 | 6  | 15 | 60 | 81  | -21  | 41   | 2  | 1.28 |
| 11.  | Deportivo Independiente Mexiquense | 32 | 10 | 7  | 15 | 51 | 64  | -13  | 40   | 3  | 1.25 |
| 12.  | Guerreros Tlaxcala                 | 32 | 9  | 6  | 17 | 41 | 71  | -30  | 38   | 5  | 1.19 |
| 13.  | Guerreros de La Plata              | 32 | 10 | 5  | 17 | 54 | 65  | -11  | 36   | 1  | 1.16 |
| 14.  | Deportivo Dongu TDP                | 32 | 6  | 5  | 21 | 30 | 58  | -28  | 27   | 4  | 0.84 |
| 15.  | CD Matamoros                       | 32 | 5  | 6  | 21 | 38 | 65  | -27  | 21   | 0  | 0.66 |
| 16.  | Tigres Tezontepec                  | 32 | 5  | 3  | 24 | 39 | 109 | -70  | 20   | 2  | 0.62 |
| 17.  | Ciervos TDP                        | 32 | 0  | 5  | 27 | 22 | 98  | -76  | 7    | 2  | 0.22 |

Nota: La cantidad de equipos clasificados a la fase final puede variar dependiendo del número de equipos por grupo. Los equipos pueden no clasificar por incumplimiento a reglamento o falta de pagos.
|  | Clasificado para la Fase Final Etapa 1 como líder de grupo.        |
|  | Clasificado para la Fase Final Etapa 1.                            |
|  | Clasificado para la Liguilla de Filiales o sin derecho al ascenso. |
|  | Último de Grupo.                                                   |

### Grupo VIII
| Pos. | Equipos                       | PJ | PG | PE | PP | GF | GC | Dif. | Pts. | Pe | Por  |
| ---- | ----------------------------- | -- | -- | -- | -- | -- | -- | ---- | ---- | -- | ---- |
| 1.   | Degollado FC                  | 34 | 23 | 7  | 4  | 76 | 27 | 49   | 78   | 2  | 2.29 |
| 2.   | Titanes de Querétaro          | 34 | 22 | 6  | 6  | 69 | 26 | 43   | 76   | 4  | 2.24 |
| 3.   | Aguacateros de Peribán        | 34 | 21 | 5  | 8  | 76 | 46 | 30   | 72   | 4  | 2.12 |
| 4.   | Cocodrilos FC Lázaro Cárdenas | 34 | 20 | 8  | 6  | 73 | 37 | 36   | 70   | 2  | 2.06 |
| 5.   | Delfines de Abasolo           | 34 | 17 | 11 | 6  | 67 | 39 | 28   | 68   | 6  | 2.00 |
| 6.   | Soberano Zamora               | 34 | 18 | 7  | 9  | 70 | 44 | 26   | 65   | 4  | 1.91 |
| 7.   | Petroleros SJR                | 34 | 16 | 8  | 10 | 52 | 32 | 20   | 62   | 6  | 1.82 |
| 8.   | Lobos ITECA                   | 34 | 17 | 7  | 10 | 65 | 43 | 22   | 60   | 2  | 1.77 |
| 9.   | Inter de Querétaro            | 34 | 16 | 9  | 9  | 64 | 44 | 20   | 60   | 3  | 1.77 |
| 10.  | Estudiantes de Querétaro      | 34 | 14 | 9  | 11 | 39 | 39 | 0    | 53   | 2  | 1.56 |
| 11.  | CD Yurécuaro                  | 34 | 10 | 11 | 13 | 43 | 42 | 1    | 49   | 8  | 1.44 |
| 12.  | Fuerza Naranja                | 34 | 11 | 6  | 17 | 38 | 53 | -15  | 42   | 3  | 1.24 |
| 13.  | Jaibos Cortazar               | 34 | 10 | 7  | 17 | 50 | 58 | -8   | 41   | 4  | 1.21 |
| 14.  | Guerreros Zacapu              | 34 | 11 | 4  | 19 | 47 | 67 | -20  | 39   | 2  | 1.15 |
| 15.  | Atlético IDEL                 | 34 | 11 | 3  | 20 | 44 | 64 | -20  | 38   | 2  | 1.12 |
| 16.  | Inter El Marqués              | 34 | 4  | 4  | 26 | 23 | 94 | -71  | 19   | 3  | 0.56 |
| 17.  | La Piedad Querétaro           | 34 | 3  | 3  | 28 | 24 | 94 | -70  | 14   | 2  | 0.41 |
| 18.  | Strikers FC                   | 34 | 2  | 5  | 27 | 28 | 99 | -71  | 12   | 1  | 0.35 |
| 19.  | Limsoccer F.C. (R)            | 0  | 0  | 0  | 0  | 0  | 0  | 0    | 0    | 0  | 0.00 |

Nota: La cantidad de equipos clasificados a la fase final puede variar dependiendo del número de equipos por grupo. Los equipos pueden no clasificar por incumplimiento a reglamento o falta de pagos.
|  | Clasificado para la Fase Final Etapa 1 como líder de grupo.        |
|  | Clasificado para la Fase Final Etapa 1.                            |
|  | Clasificado para la Liguilla de Filiales o sin derecho al ascenso. |
|  | Último de Grupo.                                                   |

### Grupo IX
| Pos. | Equipos                  | PJ | PG | PE | PP | GF | GC  | Dif. | Pts. | Pe | Por  |
| ---- | ------------------------ | -- | -- | -- | -- | -- | --- | ---- | ---- | -- | ---- |
| 1.   | Mineros de Zacatecas TDP | 24 | 15 | 6  | 3  | 58 | 27  | 31   | 55   | 4  | 2.29 |
| 2.   | UAZ TDP                  | 24 | 13 | 6  | 5  | 54 | 21  | 33   | 47   | 2  | 1.96 |
| 3.   | Atlético Leonés          | 24 | 12 | 6  | 6  | 42 | 13  | 29   | 46   | 4  | 1.92 |
| 4.   | Pabellón FC              | 24 | 13 | 5  | 6  | 42 | 16  | 26   | 46   | 2  | 1.92 |
| 5.   | FC Jerez                 | 24 | 12 | 5  | 7  | 42 | 27  | 15   | 44   | 3  | 1.83 |
| 6.   | Cachorros de León        | 24 | 11 | 5  | 8  | 35 | 28  | 7    | 40   | 2  | 1.67 |
| 7.   | Ates Morelia RC          | 24 | 10 | 5  | 9  | 41 | 28  | 13   | 38   | 3  | 1.58 |
| 8.   | Mineros de Fresnillo TDP | 24 | 10 | 6  | 8  | 34 | 30  | 4    | 38   | 2  | 1.58 |
| 9.   | Somnus FC                | 24 | 8  | 6  | 10 | 39 | 35  | 4    | 33   | 3  | 1.38 |
| 10.  | Atlético ECCA            | 24 | 8  | 5  | 11 | 31 | 46  | -15  | 31   | 2  | 1.29 |
| 11.  | Durango TDP              | 24 | 6  | 5  | 13 | 26 | 44  | -18  | 25   | 2  | 1.04 |
| 12.  | Texcoco                  | 24 | 3  | 5  | 16 | 16 | 100 | -84  | 18   | 4  | 0.75 |
| 13.  | Empresarios del Rincón   | 24 | 1  | 3  | 20 | 11 | 56  | -45  | 7    | 1  | 0.29 |

Nota: La cantidad de equipos clasificados a la fase final puede variar dependiendo del número de equipos por grupo. Los equipos pueden no clasificar por incumplimiento a reglamento o falta de pagos.
|  | Clasificado para la Fase Final Etapa 1 como líder de grupo.        |
|  | Clasificado para la Fase Final Etapa 1.                            |
|  | Clasificado para la Liguilla de Filiales o sin derecho al ascenso. |
|  | Último de Grupo.                                                   |

### Grupo X
| Pos. | Equipos                | PJ | PG | PE | PP | GF | GC  | Dif. | Pts. | Pe | Por  |
| ---- | ---------------------- | -- | -- | -- | -- | -- | --- | ---- | ---- | -- | ---- |
| 1.   | Cafessa Tlajomulco     | 38 | 27 | 8  | 3  | 96 | 25  | 71   | 92   | 3  | 2.42 |
| 2.   | Gorilas de Juanacatlán | 38 | 26 | 7  | 5  | 94 | 37  | 57   | 90   | 5  | 2.37 |
| 3.   | Diablos Tesistán       | 38 | 21 | 11 | 6  | 65 | 40  | 25   | 80   | 6  | 2.11 |
| 4.   | Real Ánimas Sayula     | 38 | 23 | 5  | 10 | 75 | 45  | 30   | 76   | 2  | 2.00 |
| 5.   | Catedráticos Elite     | 38 | 20 | 10 | 8  | 67 | 40  | 27   | 72   | 2  | 1.90 |
| 6.   | Tapatíos Soccer        | 38 | 17 | 12 | 9  | 77 | 46  | 31   | 71   | 8  | 1.87 |
| 7.   | Aves Blancas           | 38 | 20 | 7  | 11 | 71 | 40  | 31   | 70   | 3  | 1.84 |
| 8.   | Tepatitlán TDP         | 38 | 19 | 8  | 11 | 77 | 53  | 24   | 66   | 1  | 1.74 |
| 9.   | Chapala                | 38 | 16 | 11 | 11 | 59 | 43  | 16   | 64   | 5  | 1.68 |
| 10.  | Acatlán F.C.           | 38 | 17 | 9  | 12 | 56 | 41  | 15   | 64   | 4  | 1.68 |
| 11.  | Ayense                 | 38 | 15 | 10 | 13 | 58 | 43  | 15   | 61   | 6  | 1.61 |
| 12.  | Leones Negros TDP      | 38 | 16 | 7  | 15 | 50 | 47  | 3    | 57   | 2  | 1.50 |
| 13.  | Atlético Tecomán       | 38 | 10 | 13 | 15 | 51 | 53  | -2   | 51   | 8  | 1.34 |
| 14.  | Tornados Tlaquepaque   | 38 | 9  | 12 | 17 | 47 | 64  | -17  | 51   | 12 | 1.34 |
| 15.  | Agaveros F.C.          | 38 | 12 | 10 | 16 | 47 | 51  | -4   | 49   | 3  | 1.29 |
| 16.  | Gallos Viejos          | 38 | 10 | 9  | 19 | 49 | 80  | -31  | 46   | 7  | 1.21 |
| 17.  | Mulos del CD Oro       | 38 | 8  | 12 | 18 | 52 | 59  | -7   | 42   | 6  | 1.11 |
| 18.  | Carfut Barajas Soccer  | 38 | 8  | 4  | 26 | 40 | 113 | -73  | 29   | 1  | 0.76 |
| 19.  | Picudos de Manzanillo  | 38 | 1  | 2  | 35 | 22 | 127 | -105 | 5    | 1  | 0.13 |
| 20.  | Nacional               | 38 | 1  | 1  | 36 | 15 | 121 | -106 | 4    | 0  | 0.11 |

Nota: La cantidad de equipos clasificados a la fase final puede variar dependiendo del número de equipos por grupo. Los equipos pueden no clasificar por incumplimiento a reglamento o falta de pagos.
|  | Clasificado para la Fase Final Etapa 1 como líder de grupo.        |
|  | Clasificado para la Fase Final Etapa 1.                            |
|  | Clasificado para la Liguilla de Filiales o sin derecho al ascenso. |
|  | Último de Grupo.                                                   |

### Grupo XI
| Pos. | Equipos                     | PJ | PG | PE | PP | GF  | GC | Dif. | Pts. | Pe | Por  |
| ---- | --------------------------- | -- | -- | -- | -- | --- | -- | ---- | ---- | -- | ---- |
| 1.   | Dorados de Sinaloa TDP      | 32 | 21 | 8  | 3  | 77  | 27 | 50   | 74   | 3  | 2.31 |
| 2.   | Xalisco FC                  | 32 | 19 | 9  | 4  | 74  | 42 | 32   | 72   | 6  | 2.25 |
| 3.   | Deportivo Tala              | 32 | 22 | 2  | 8  | 100 | 45 | 55   | 69   | 1  | 2.16 |
| 4.   | RC-1128                     | 32 | 20 | 5  | 7  | 74  | 38 | 36   | 65   | 0  | 2.03 |
| 5.   | Mazorqueros TDP             | 32 | 18 | 7  | 7  | 77  | 29 | 48   | 64   | 3  | 2.00 |
| 6.   | CEFUT                       | 32 | 16 | 9  | 7  | 71  | 41 | 30   | 64   | 7  | 2.00 |
| 7.   | Tecos TDP                   | 32 | 17 | 8  | 7  | 71  | 41 | 30   | 62   | 3  | 1.94 |
| 8.   | Puerto Vallarta F.C.        | 32 | 14 | 8  | 10 | 63  | 52 | 11   | 56   | 6  | 1.75 |
| 9.   | River Plate Escuela Jalisco | 32 | 13 | 9  | 10 | 55  | 51 | 4    | 51   | 3  | 1.59 |
| 10.  | Alteños Acatic              | 32 | 11 | 7  | 14 | 61  | 72 | -11  | 46   | 6  | 1.44 |
| 11.  | Caja Oblatos CFD            | 32 | 10 | 9  | 13 | 49  | 61 | -12  | 42   | 3  | 1.31 |
| 12.  | Atlético Nayarit            | 32 | 8  | 9  | 15 | 45  | 53 | -8   | 38   | 5  | 1.19 |
| 13.  | CEFO ALR                    | 32 | 8  | 6  | 18 | 41  | 60 | -19  | 34   | 4  | 1.06 |
| 14.  | Alcades de Lagos            | 32 | 10 | 2  | 20 | 30  | 77 | -47  | 32   | 0  | 1.00 |
| 15.  | Fénix CFAR                  | 32 | 6  | 6  | 20 | 41  | 76 | -35  | 26   | 2  | 0.81 |
| 16.  | Deportivo Cimagol           | 32 | 3  | 2  | 27 | 17  | 99 | -82  | 11   | 0  | 0.34 |
| 17.  | Camaroneros de Escuinapa    | 32 | 2  | 2  | 28 | 16  | 98 | -82  | 10   | 2  | 0.31 |

Nota: La cantidad de equipos clasificados a la fase final puede variar dependiendo del número de equipos por grupo. Los equipos pueden no clasificar por incumplimiento a reglamento o falta de pagos.
|  | Clasificado para la Fase Final Etapa 1 como líder de grupo.        |
|  | Clasificado para la Fase Final Etapa 1.                            |
|  | Clasificado para la Liguilla de Filiales o sin derecho al ascenso. |
|  | Último de Grupo.                                                   |

### Grupo XII
| Pos. | Equipos                | PJ | PG | PE | PP | GF | GC | Dif. | Pts. | Pe | Por  |
| ---- | ---------------------- | -- | -- | -- | -- | -- | -- | ---- | ---- | -- | ---- |
| 1.   | Saltillo Soccer        | 21 | 18 | 2  | 1  | 55 | 8  | 47   | 58   | 2  | 2.76 |
| 2.   | FCD Bulls Santiago     | 21 | 11 | 7  | 3  | 48 | 19 | 29   | 42   | 2  | 2.00 |
| 3.   | Bravos de Nuevo Laredo | 21 | 11 | 4  | 6  | 32 | 21 | 11   | 39   | 2  | 1.86 |
| 4.   | Irritilas F.C.         | 21 | 12 | 1  | 8  | 36 | 22 | 14   | 38   | 1  | 1.81 |
| 5.   | Jabatos de Nuevo León  | 21 | 9  | 5  | 7  | 35 | 31 | 4    | 33   | 1  | 1.57 |
| 6.   | C.F. Cadereyta         | 21 | 5  | 5  | 11 | 25 | 39 | -14  | 23   | 3  | 1.10 |
| 7.   | Imperio Real San Cosme | 21 | 2  | 3  | 16 | 16 | 59 | -43  | 11   | 1  | 0.52 |
| 8.   | Regios Azul y Oro      | 21 | 1  | 3  | 17 | 7  | 55 | -48  | 7    | 1  | 0.33 |

Nota: La cantidad de equipos clasificados a la fase final puede variar dependiendo del número de equipos por grupo. Los equipos pueden no clasificar por incumplimiento a reglamento o falta de pagos.
|  | Clasificado para la Fase Final Etapa 1 como líder de grupo.        |
|  | Clasificado para la Fase Final Etapa 1.                            |
|  | Clasificado para la Liguilla de Filiales o sin derecho al ascenso. |
|  | Último de Grupo.                                                   |

### Grupo XIII
| Pos. | Equipos                   | PJ | PG | PE | PP | GF | GC | Dif. | Pts. | Pe | Por  |
| ---- | ------------------------- | -- | -- | -- | -- | -- | -- | ---- | ---- | -- | ---- |
| 1.   | La Tribu de Ciudad Juárez | 28 | 13 | 11 | 4  | 46 | 24 | 22   | 54   | 4  | 1.93 |
| 2.   | Huatabampo FC             | 28 | 12 | 11 | 5  | 47 | 36 | 11   | 52   | 5  | 1.86 |
| 3.   | Cimarrones TDP            | 28 | 15 | 5  | 8  | 52 | 29 | 23   | 50   | 0  | 1.79 |
| 4.   | CD Etchojoa               | 28 | 12 | 9  | 7  | 58 | 37 | 21   | 50   | 5  | 1.79 |
| 5.   | Guaymas FC                | 28 | 8  | 9  | 11 | 40 | 44 | -4   | 39   | 6  | 1.39 |
| 6.   | FC CEPROFFA               | 28 | 9  | 6  | 13 | 37 | 51 | -14  | 36   | 3  | 1.29 |
| 7.   | Xolos Hermosillo          | 28 | 8  | 5  | 15 | 33 | 50 | -17  | 34   | 5  | 1.21 |
| 8.   | Cobras Fútbol Premier     | 28 | 5  | 4  | 19 | 31 | 73 | -42  | 21   | 2  | 0.75 |

Nota: La cantidad de equipos clasificados a la fase final puede variar dependiendo del número de equipos por grupo. Los equipos pueden no clasificar por incumplimiento a reglamento o falta de pagos.
|  | Clasificado para la Fase Final Etapa 1 como líder de grupo.        |
|  | Clasificado para la Fase Final Etapa 1.                            |
|  | Clasificado para la Liguilla de Filiales o sin derecho al ascenso. |
|  | Último de Grupo.                                                   |

### Grupo XIV
Este grupo fue anunciado por la liga como el último sector de la temporada, sin embargo, en ningún momento inició actividades y no se disputó ningún partido entre los clubes integrantes, sus lugares para la liguilla fueron repartidos a los tres mejores equipos de la Zona B que no habían calificado a la liguilla en su grupo.

## Liguilla de Ascenso
La liguilla de Ascenso constará de siete fases. Clasifican 64 equipos, el número varía de acuerdo con la cantidad de equipos integrantes de cada grupo, estando entre tres y ocho clubes por sector. El país se dividirá en dos zonas: Zona A (Grupos del I al VII) y Zona B (Grupos VIII al XIII). Se celebrarán eliminatorias de acuerdo al promedio obtenido por cada conjunto, siendo ordenados del mejor al peor por su porcentaje a lo largo de la temporada. En un principio se habían otorgado tres boletos al grupo XIV, sin embargo, debido a que este sector no inició actividades, sus lugares fueron asignados a los clubes con el mejor coeficiente en la Zona B que finalizaron fuera de los puestos de clasificación de su grupo.
A partir de esta temporada se modificaron los nombres de las etapas eliminatorias de la siguiente manera: Dieciseisavos de final, Octavos, Cuartos de final, Semifinales, Finales de zona y Final, esto como consecuencia de la división del país en dos zonas, por lo que los equipos solamente se enfrentan a clubes de su misma región hasta la serie final.

### Dieciseisavos de final

#### Zona A
| Equipo 1                | Agr.      | Equipo 2                 | Ida | Vuelta |
| ----------------------- | --------- | ------------------------ | --- | ------ |
| Aragón FC               | 7–2       | Chilpancingo             | 4–1 | 3–1    |
| Faraones Texcoco        | 6–0       | Sangre de Campeón        | 1–0 | 5–0    |
| Chilangos               | 6–3       | Corsarios de Campeche    | 2–2 | 4–1    |
| Tigres Yautepec         | 4–3       | Inter Playa TDP          | 2–1 | 2–2    |
| Toluca TDP              | 7–2       | Cuervos Blancos          | 5–2 | 2–0    |
| Estudiantes             | 1–2       | Club Carsaf              | 0–1 | 1–1    |
| Cefor Cuauhtémoc Blanco | 1–3       | Deportiva Venados        | 1–3 | 0–0    |
| Tuxpan F.C.             | 3–0       | Porteños FC              | 1–0 | 2–0    |
| Mineros CDMX            | 3–4       | Poza Rica                | 1–3 | 2–1    |
| Fuertes de Fortín (p.)  | 0–0 (4–3) | Lechuzas UPGCH           | 0–0 | 0–0    |
| Cruz Azul Lagunas       | 1–3       | Delfines UGM             | 0–1 | 1–2    |
| Cuervos Silver Soccer   | 3–3 (3–4) | (p.) Papanes de Papantla | 3–3 | –      |
| Sk Sport Street Soccer  | 3–2       | CD Yautepec              | 1–1 | 2–1    |
| Águilas de la UAGro     | 3–1       | Academia Cuextlán        | 0–1 | 3–0    |
| Hidalguense             | 1–1 (4–5) | (p.) CD Muxes            | 1–1 | 0–0    |
| Álamos                  | 2–6       | Halcones Negros          | 2–3 | 0–3    |

*Nota: El equipo localizado en la columna 1 ejerce de local en el juego de vuelta.

#### Zona B
| Equipo 1                      | Agr.      | Equipo 2                       | Ida | Vuelta |
| ----------------------------- | --------- | ------------------------------ | --- | ------ |
| Saltillo Soccer               | 4–1       | Guaymas FC                     | 3–0 | 1–1    |
| Cafessa Tlajomulco            | 8–1       | Tepatitlán TDP                 | 7–0 | 1–1    |
| Gorilas de Juanacatlán        | 6–2       | Lobos ITECA                    | 3–0 | 3–2    |
| Degollado FC                  | 1–6       | CD Etchojoa                    | 0–3 | 1–3    |
| Xalisco                       | 3–3 (1–3) | (p.) Irritilas FC              | 3–2 | 0–1    |
| Titanes de Querétaro          | 2–3       | Petroleros SJR                 | 1–1 | 1–2    |
| Deportivo Tala                | 5–4       | FC Jerez                       | 0–4 | 5–0    |
| Aguacateros de Peribán        | 4–1       | Aves Blancas                   | 1–1 | 3–0    |
| Diablos Tesistán              | 2–0       | Bravos de Nuevo Laredo         | 0–0 | 2–0    |
| Cocodrilos FC Lázaro Cárdenas | 3–3       | (p.) Tapatíos Soccer           | 2–1 | 1–2    |
| RC-1128 (p.)                  | 1–1 (5–3) | Catedráticos Élite             | 0–0 | 1–1    |
| Mazorqueros TDP               | 5–4       | Soberano Zamora                | 2–1 | 3–3    |
| Real Ánimas de Sayula (p.)    | 2–2 (4–2) | Pabellón F.C.                  | 2–0 | 0–2    |
| CEFUT                         | 5–4       | Atlético Leonés                | 2–3 | 3–1    |
| FCD de Santiago Nuevo León    | 1–1 (1–4) | (p.) La Tribu de Ciudad Juárez | 0–1 | 1–0    |
| Delfines de Abasolo (p.)      | 2–2 (4–2) | UAZ TDP                        | 0–1 | 2–1    |

*Nota: El equipo localizado en la columna 1 ejerce de local en el juego de vuelta.

### Octavos de final

#### Zona A
| Equipo 1               | Agr.      | Equipo 2            | Ida | Vuelta |
| ---------------------- | --------- | ------------------- | --- | ------ |
| Aragón FC              | 8–0       | Club Carsaf         | 4–0 | 4–0    |
| Faraones Texcoco (p.)  | 3–3 (4–2) | Deportiva Venados   | 0–2 | 3–1    |
| Chilangos (p.)         | 3–3 (4–1) | Poza Rica           | 1–1 | 2–2    |
| Tigres Yautepec        | 3–2       | Delfines UGM        | 0–1 | 3–1    |
| Toluca TDP             | 5–2       | Papanes de Papantla | 0–2 | 5–0    |
| Tuxpan F.C.            | 2–0       | CD Muxes            | 1–0 | 1–0    |
| Fuertes de Fortín      | 1–0       | Halcones Negros     | 1–0 | 0–0    |
| Sk Sport Street Soccer | 2–0       | Águilas de la UAGro | 0–0 | 2–0    |

*Nota: El equipo localizado en la columna 1 ejerce de local en el juego de vuelta.

#### Zona B
| Equipo 1               | Agr.      | Equipo 2                  | Ida | Vuelta |
| ---------------------- | --------- | ------------------------- | --- | ------ |
| Saltillo Soccer        | 1–2       | CD Etchojoa               | 0–1 | 1–1    |
| Cafessa Tlajomulco     | 2–0       | Irritilas FC              | 0–0 | 2–0    |
| Gorilas de Juanacatlán | 4–3       | Petroleros SJR            | 1–1 | 3–2    |
| Deportivo Tala (p.)    | 1–1 (3–2) | Tapatíos Soccer           | 0–0 | 1–1    |
| Aguacateros de Peribán | 2–5       | La Tribu de Ciudad Juárez | 0–3 | 2–2    |
| Diablos Tesistán       | 2–2 (1–4) | (p.) Delfines de Abasolo  | 0–0 | 2–2    |
| RC-1128                | 4–2       | CEFUT                     | 1–1 | 3–1    |
| Mazorqueros TDP        | 3–2       | Real Ánimas de Sayula     | 2–1 | 1–1    |

*Nota: El equipo localizado en la columna 1 ejerce de local en el juego de vuelta.

### Fase final
|  | Cuartos de final de zona  | Cuartos de final de zona  | Cuartos de final de zona | Cuartos de final de zona |       |                         | Semifinales de zona | Semifinales de zona | Semifinales de zona | Semifinales de zona |  |                    | Finales de zona | Finales de zona | Finales de zona | Finales de zona |                        |                        | Campeón de campeones   | Campeón de campeones | Campeón de campeones | Campeón de campeones |
|  |                           |                           |                          |                          |       |                         |                     |                     |                     |                     |  |                    |                 |                 |                 |                 |                        |                        |                        |                      |                      |                      |
|  | Tigres Yautepec           | 0                         | 3                        | 3 (4)                    |       |                         |                     |                     |                     |                     |  |                    |                 |                 |                 |                 |                        |                        |                        |                      |                      |                      |
|  | Toluca TDP (p.)           | 3                         | 0                        | 3 (5)                    |       |                         |                     |                     |                     |                     |  |                    |                 |                 |                 |                 |                        |                        |                        |                      |                      |                      |
|  | Toluca TDP (p.)           | 3                         | 0                        | 3 (5)                    |       | Toluca TDP (p.)         | 0                   | 2                   | 2 (10)              |                     |  |                    |                 |                 |                 |                 |                        |                        |                        |                      |                      |                      |
|  |                           |                           |                          |                          |       | Toluca TDP (p.)         | 0                   | 2                   | 2 (10)              |                     |  |                    |                 |                 |                 |                 |                        |                        |                        |                      |                      |                      |
|  |                           | Tuxpan F.C.               | 2                        | 0                        | 2 (9) |                         |                     |                     |                     |                     |  |                    |                 |                 |                 |                 |                        |                        |                        |                      |                      |                      |
|  | Chilangos                 | Tuxpan F.C.               | 2                        | 0                        | 2 (9) | 1                       | 0                   | 1                   |                     |                     |  |                    |                 |                 |                 |                 |                        |                        |                        |                      |                      |                      |
|  | Chilangos                 |                           |                          |                          |       | 1                       | 0                   | 1                   |                     |                     |  |                    |                 |                 |                 |                 |                        |                        |                        |                      |                      |                      |
|  | Tuxpan F.C.               | 2                         | 1                        | 3                        |       |                         |                     |                     |                     |                     |  |                    |                 |                 |                 |                 |                        |                        |                        |                      |                      |                      |
|  | Tuxpan F.C.               | 2                         | 1                        | 3                        |       |                         |                     |                     |                     |                     |  | Toluca TDP         | 1               | 1               | 2               |                 |                        |                        |                        |                      |                      |                      |
|  |                           |                           |                          |                          |       |                         |                     |                     |                     |                     |  | Toluca TDP         | 1               | 1               | 2               |                 |                        |                        |                        |                      |                      |                      |
|  |                           | Fuertes de Fortín         | 2                        | 1                        | 3     |                         |                     |                     |                     |                     |  |                    |                 |                 |                 |                 |                        |                        |                        |                      |                      |                      |
|  | Aragón FC (p.)            | Fuertes de Fortín         | 2                        | 1                        | 3     | 1                       | 0                   | 1 (3)               |                     |                     |  |                    |                 |                 |                 |                 |                        |                        |                        |                      |                      |                      |
|  | Aragón FC (p.)            |                           |                          |                          |       | 1                       | 0                   | 1 (3)               |                     |                     |  |                    |                 |                 |                 |                 |                        |                        |                        |                      |                      |                      |
|  | Sk Sport Street Soccer    | 0                         | 1                        | 1 (1)                    |       |                         |                     |                     |                     |                     |  |                    |                 |                 |                 |                 |                        |                        |                        |                      |                      |                      |
|  | Sk Sport Street Soccer    | 0                         | 1                        | 1 (1)                    |       | Aragón FC               | 0                   | 2                   | 2 (4)               |                     |  |                    |                 |                 |                 |                 |                        |                        |                        |                      |                      |                      |
|  |                           |                           |                          |                          |       | Aragón FC               | 0                   | 2                   | 2 (4)               |                     |  |                    |                 |                 |                 |                 |                        |                        |                        |                      |                      |                      |
|  |                           | Fuertes de Fortín (p.)    | 2                        | 0                        | 2 (5) |                         |                     |                     |                     |                     |  |                    |                 |                 |                 |                 |                        |                        |                        |                      |                      |                      |
|  | Faraones Texcoco          | Fuertes de Fortín (p.)    | 2                        | 0                        | 2 (5) | 0                       | 0                   | 0                   |                     |                     |  |                    |                 |                 |                 |                 |                        |                        |                        |                      |                      |                      |
|  | Faraones Texcoco          |                           |                          |                          |       | 0                       | 0                   | 0                   |                     |                     |  |                    |                 |                 |                 |                 |                        |                        |                        |                      |                      |                      |
|  | Fuertes de Fortín         | 2                         | 0                        | 2                        |       |                         |                     |                     |                     |                     |  |                    |                 |                 |                 |                 |                        |                        |                        |                      |                      |                      |
|  | Fuertes de Fortín         | 2                         | 0                        | 2                        |       |                         |                     |                     |                     |                     |  |                    |                 |                 |                 |                 | Fuertes de Fortín (p.) | Fuertes de Fortín (p.) | Fuertes de Fortín (p.) | 0 (6)                |                      |                      |
|  |                           |                           |                          |                          |       |                         |                     |                     |                     |                     |  |                    |                 |                 |                 |                 |                        | Fuertes de Fortín (p.) | Fuertes de Fortín (p.) | 0 (6)                |                      |                      |
|  |                           | RC-1128                   | RC-1128                  | RC-1128                  | 0 (5) |                         |                     |                     |                     |                     |  |                    |                 |                 |                 |                 |                        |                        |                        |                      |                      |                      |
|  | Cafessa Tlajomulco        | RC-1128                   | RC-1128                  | RC-1128                  | 0 (5) | 0                       | 3                   | 3                   |                     |                     |  |                    |                 |                 |                 |                 |                        |                        |                        |                      |                      |                      |
|  | Cafessa Tlajomulco        |                           |                          |                          |       | 0                       | 3                   | 3                   |                     |                     |  |                    |                 |                 |                 |                 |                        |                        |                        |                      |                      |                      |
|  | CD Etchojoa               | 2                         | 0                        | 2                        |       |                         |                     |                     |                     |                     |  |                    |                 |                 |                 |                 |                        |                        |                        |                      |                      |                      |
|  | CD Etchojoa               | 2                         | 0                        | 2                        |       | Cafessa Tlajomulco (p.) | 0                   | 1                   | 1 (4)               |                     |  |                    |                 |                 |                 |                 |                        |                        |                        |                      |                      |                      |
|  |                           |                           |                          |                          |       | Cafessa Tlajomulco (p.) | 0                   | 1                   | 1 (4)               |                     |  |                    |                 |                 |                 |                 |                        |                        |                        |                      |                      |                      |
|  |                           | La Tribu de Ciudad Juárez | 0                        | 1                        | 1 (3) |                         |                     |                     |                     |                     |  |                    |                 |                 |                 |                 |                        |                        |                        |                      |                      |                      |
|  | Gorilas de Juanacatlán    | La Tribu de Ciudad Juárez | 0                        | 1                        | 1 (3) | 1                       | 1                   | 2                   |                     |                     |  |                    |                 |                 |                 |                 |                        |                        |                        |                      |                      |                      |
|  | Gorilas de Juanacatlán    |                           |                          |                          |       | 1                       | 1                   | 2                   |                     |                     |  |                    |                 |                 |                 |                 |                        |                        |                        |                      |                      |                      |
|  | La Tribu de Ciudad Juárez | 2                         | 2                        | 4                        |       |                         |                     |                     |                     |                     |  |                    |                 |                 |                 |                 |                        |                        |                        |                      |                      |                      |
|  | La Tribu de Ciudad Juárez | 2                         | 2                        | 4                        |       |                         |                     |                     |                     |                     |  | Cafessa Tlajomulco | 2               | 2               | 4               |                 |                        |                        |                        |                      |                      |                      |
|  |                           |                           |                          |                          |       |                         |                     |                     |                     |                     |  | Cafessa Tlajomulco | 2               | 2               | 4               |                 |                        |                        |                        |                      |                      |                      |
|  |                           | RC-1128                   | 4                        | 1                        | 5     |                         |                     |                     |                     |                     |  |                    |                 |                 |                 |                 |                        |                        |                        |                      |                      |                      |
|  | RC-1128                   | RC-1128                   | 4                        | 1                        | 5     | 0                       | 3                   | 3                   |                     |                     |  |                    |                 |                 |                 |                 |                        |                        |                        |                      |                      |                      |
|  | RC-1128                   |                           |                          |                          |       | 0                       | 3                   | 3                   |                     |                     |  |                    |                 |                 |                 |                 |                        |                        |                        |                      |                      |                      |
|  | Mazorqueros TDP           | 1                         | 0                        | 1                        |       |                         |                     |                     |                     |                     |  |                    |                 |                 |                 |                 |                        |                        |                        |                      |                      |                      |
|  | Mazorqueros TDP           | 1                         | 0                        | 1                        |       | RC-1128 (p.)            | 0                   | 2                   | 2 (3)               |                     |  |                    |                 |                 |                 |                 |                        |                        |                        |                      |                      |                      |
|  |                           |                           |                          |                          |       | RC-1128 (p.)            | 0                   | 2                   | 2 (3)               |                     |  |                    |                 |                 |                 |                 |                        |                        |                        |                      |                      |                      |
|  |                           | Delfines de Abasolo       | 1                        | 1                        | 2 (1) |                         |                     |                     |                     |                     |  |                    |                 |                 |                 |                 |                        |                        |                        |                      |                      |                      |
|  | Deportivo Tala            | Delfines de Abasolo       | 1                        | 1                        | 2 (1) | 0                       | 4                   | 4                   |                     |                     |  |                    |                 |                 |                 |                 |                        |                        |                        |                      |                      |                      |
|  | Deportivo Tala            |                           |                          |                          |       | 0                       | 4                   | 4                   |                     |                     |  |                    |                 |                 |                 |                 |                        |                        |                        |                      |                      |                      |
|  | Delfines de Abasolo       | 5                         | 2                        | 7                        |       |                         |                     |                     |                     |                     |  |                    |                 |                 |                 |                 |                        |                        |                        |                      |                      |                      |

#### Cuartos de final de zona
| 9 de junio de 2021 | Sk Sport Street Soccer | 0:1 (0:0) | Aragón FC     | Unidad Deportiva Javier Rojo Gómez, Tulancingo                |                                                               |
| 12:00 (UTC -5)     |                        | Reporte   | 63' Y. Valdez | Asistencia: 200 espectadores Árbitro(s): Alfredo Huerta López | Asistencia: 200 espectadores Árbitro(s): Alfredo Huerta López |

| 12 de junio de 2021                                                                   | Aragón FC | 0:1 (0:0) (3:1 p.)(Global 1:1) | Sk Sport Street Soccer | Deportivo Plutarco Elías Calles, Ciudad de México                  |                                                                    |
| 12:30 (UTC -5)                                                                        |           | Reporte                        | 62' J. López           | Asistencia: 70 espectadores Árbitro(s): Luis Alfredo Calvillo Lira | Asistencia: 70 espectadores Árbitro(s): Luis Alfredo Calvillo Lira |
| Aragón FC avanzó a Semifinales de Zona tras ganar 3-1 en serie de penales. Global 1-1 |           |                                |                        |                                                                    |                                                                    |

| 9 de junio de 2021 | Toluca TDP                              | 3:0 (0:0) | Tigres Yautepec | Instalaciones de Metepec, Metepec                            |                                                              |
| 10:00 (UTC -5)     | J. Guerrero 46', 81' · A. Cervantes 65' | Reporte   |                 | Asistencia: 0 espectadores Árbitro(s): Kevin Peñaloza Flores | Asistencia: 0 espectadores Árbitro(s): Kevin Peñaloza Flores |

| 12 de junio de 2021                                                                | Tigres Yautepec                             | 3:0 (2:0) (4:5 p.)(Global 3:3) | Toluca TDP | Centro deportivo Yautepec, Yautepec                                 |                                                                     |
| 18:00 (UTC -5)                                                                     | E. García 18' · G. Peña 21' · E. Franco 79' | Reporte                        |            | Asistencia: 800 espectadores Árbitro(s): Brian Jair Jiménez Morales | Asistencia: 800 espectadores Árbitro(s): Brian Jair Jiménez Morales |
| Toluca avanzó a Semifinales de Zona tras ganar 4-5 en serie de penales. Global 3-3 |                                             |                                |            |                                                                     |                                                                     |

| 10 de junio de 2021 | Fuertes de Fortín | 2:0 (1:0) | Faraones Texcoco | Unidad Deportiva Eliezer Morales, Fortín de las Flores                    |                                                                           |
| 15:00 (UTC -5)      | A. Villa 10', 52' | Reporte   |                  | Asistencia: 1 000 espectadores Árbitro(s): Edson Enrique Castañón Ramírez | Asistencia: 1 000 espectadores Árbitro(s): Edson Enrique Castañón Ramírez |

| 13 de junio de 2021                                        | Faraones Texcoco | 0:0 (Global 0:2) | Fuertes de Fortín | Estadio municipal Claudio Suárez, Texcoco                                |                                                                          |
| 16:00 (UTC -5)                                             |                  | Reporte          |                   | Asistencia: 700 espectadores Árbitro(s): Jhovanny Ulises Osornio Sánchez | Asistencia: 700 espectadores Árbitro(s): Jhovanny Ulises Osornio Sánchez |
| Fuertes de Fortín avanzó a Semifinales de Zona. Global 0-2 |                  |                  |                   |                                                                          |                                                                          |

| 9 de junio de 2021 | Tuxpan F.C.                     | 2:1 (1:0) | Chilangos     | Estadio Álvaro Lorenzo Fernández, Túxpam                          |                                                                   |
| 16:30 (UTC -5)     | J. Martínez 2' · J. Delgado 75' | Reporte   | 56' E. Ávalos | Asistencia: 1 000 espectadores Árbitro(s): René Paul Moreno López | Asistencia: 1 000 espectadores Árbitro(s): René Paul Moreno López |

| 12 de junio de 2021                                  | Chilangos | 0:1 (0:0) (Global 1:3) | Tuxpan F.C.     | Centro deportivo Benito Juárez, Ciudad de México                           |                                                                            |
| 12:00 (UTC -5)                                       |           | Reporte                | 66' J. Martínez | Asistencia: 100 espectadores Árbitro(s): José Maximiliano Negrete Preciado | Asistencia: 100 espectadores Árbitro(s): José Maximiliano Negrete Preciado |
| Tuxpan F.C. avanzó a Semifinales de Zona. Global 1-3 |           |                        |                 |                                                                            |                                                                            |

| 9 de junio de 2021 | CD Etchojoa                     | 2:0 (0:0) | Cafessa Tlajomulco | Estadio María Lourdes Leyva Mendoza, Etchojoa                           |                                                                         |
| 15:00 (UTC -7)     | C. López 50' · L. Hernández 79' | Reporte   |                    | Asistencia: 500 espectadores Árbitro(s): Iván Alberto Salazar Hernández | Asistencia: 500 espectadores Árbitro(s): Iván Alberto Salazar Hernández |

| 12 de junio de 2021                                         | Cafessa Tlajomulco                                 | 3:0 (1:0) (Global 3:2) | CD Etchojoa | Unidad Deportiva Mariano Otero, Tlajomulco                             |                                                                        |
| 19:00 (UTC -5)                                              | A. Padilla 5' · D. Cervantes 49' · A. Martínez 63' | Reporte                |             | Asistencia: 300 espectadores Árbitro(s): Erwin Urick Chávez De La Rosa | Asistencia: 300 espectadores Árbitro(s): Erwin Urick Chávez De La Rosa |
| Cafessa Tlajomulco avanzó a Semifinales de Zona. Global 3-2 |                                                    |                        |             |                                                                        |                                                                        |

| 9 de junio de 2021 | Mazorqueros TDP  | 1:0 (0:0) | RC-1128 | Estadio municipal Santa Rosa, Ciudad Guzmán                              |                                                                          |
| 19:00 (UTC -5)     | L. Rodríguez 86' | Reporte   |         | Asistencia: 3 500 espectadores Árbitro(s): Diego Gilberto Gurrea Mendoza | Asistencia: 3 500 espectadores Árbitro(s): Diego Gilberto Gurrea Mendoza |

| 12 de junio de 2021                               | RC-1128                                         | 3:0 (2:0) (Global 3:1) | Mazorqueros TDP | Estadio municipal Benito Juárez, Ocotlán                                    |                                                                             |
| 17:00 (UTC -5)                                    | R. Magallón 13' · R. Campos 15' · O. Medina 50' | Reporte                |                 | Asistencia: 500 espectadores Árbitro(s): Rosario Guadalupe Cárdenas Morales | Asistencia: 500 espectadores Árbitro(s): Rosario Guadalupe Cárdenas Morales |
| RC 11-28 avanzó a Semifinales de Zona. Global 3-1 |                                                 |                        |                 |                                                                             |                                                                             |

| 10 de junio de 2021 | La Tribu de Ciudad Juárez       | 2:1 (1:1) | Gorilas de Juanacatlán | Complejo CEPROFFA, Ciudad Juárez                                       |                                                                        |
| 14:00 (UTC -6)      | O. Jiménez 38' · J. Vázquez 90' | Reporte   | 23' J. Osorio          | Asistencia: 100 espectadores Árbitro(s): Jesús Enrique Herrera Armenta | Asistencia: 100 espectadores Árbitro(s): Jesús Enrique Herrera Armenta |

| 13 de junio de 2021                                                | Gorilas de Juanacatlán | 1:2 (0:0) (Global 2:4) | La Tribu de Ciudad Juárez     | Club Juanacatlán, Juanacatlán                                              |                                                                            |
| 18:00 (UTC -5)                                                     | L. Higareda 90'        | Reporte                | 62' A. Cota · 84' L. Martínez | Asistencia: 600 espectadores Árbitro(s): Eduardo Fernando Hudlet Fernández | Asistencia: 600 espectadores Árbitro(s): Eduardo Fernando Hudlet Fernández |
| La Tribu de Ciudad Juárez avanzó a Semifinales de Zona. Global 2-4 |                        |                        |                               |                                                                            |                                                                            |

| 10 de junio de 2021 | Delfines de Abasolo                                                                 | 5:0 (2:0) | Deportivo Tala | Estadio municipal de Abasolo, Abasolo                         |                                                               |
| 16:00 (UTC -5)      | S. Martínez 23' · Y. Arellano 41' · L. Torres 57' · J. Morales 79' · J. Venegas 87' | Reporte   |                | Asistencia: 1 100 espectadores Árbitro(s): Yair Ugalde Rivera | Asistencia: 1 100 espectadores Árbitro(s): Yair Ugalde Rivera |

| 13 de junio de 2021                                          | Deportivo Tala                                      | 4:2 (1:2) (Global 4:7) | Delfines de Abasolo              | Centro deportivo y cultural 24 de Marzo, Tala                             |                                                                           |
| 12:00 (UTC -5)                                               | A. Camarena 42' · E. Sigala 48' · D. Ulloa 49', 61' | Reporte                | 1' Y. Arellano · 44' S. Martínez | Asistencia: 1 800 espectadores Árbitro(s): Emmanuel Plascencia Plascencia | Asistencia: 1 800 espectadores Árbitro(s): Emmanuel Plascencia Plascencia |
| Delfines de Abasolo avanzó a Semifinales de Zona. Global 4-7 |                                                     |                        |                                  |                                                                           |                                                                           |

#### Semifinales de Zona
| 16 de junio de 2021 | Fuertes de Fortín             | 2:0 (2:0) | Aragón FC | Unidad Deportiva Eliezer Morales, Fortín de las Flores        |                                                               |
| 15:00 (UTC -5)      | B. Carrera 5' · U. Osorio 17' | Reporte   |           | Asistencia: 1 000 espectadores Árbitro(s): Yair Ugalde Rivera | Asistencia: 1 000 espectadores Árbitro(s): Yair Ugalde Rivera |

| 19 de junio de 2021                                                                        | Aragón FC                  | 2:0 (0:0) (4:5 p.)(Global 2:2) | Fuertes de Fortín | Deportivo Plutarco Elías Calles, Ciudad de México                           |                                                                             |
| 12:30 (UTC -5)                                                                             | I. López 64' · R. Alba 83' | Reporte                        |                   | Asistencia: 500 espectadores Árbitro(s): Rosario Guadalupe Cárdenas Morales | Asistencia: 500 espectadores Árbitro(s): Rosario Guadalupe Cárdenas Morales |
| Fuertes de Fortín avanzó a la Final de Zona tras ganar 4-5 en serie de penales. Global 2-2 |                            |                                |                   |                                                                             |                                                                             |

| 16 de junio de 2021 | Tuxpan F.C.                  | 2:0 (1:0) | Toluca TDP | Estadio Álvaro Lorenzo Fernández, Túxpam                                   |                                                                            |
| 16:30 (UTC -5)      | J. Martínez 7' · A. Maya 46' | Reporte   |            | Asistencia: 3 500 espectadores Árbitro(s): Yahir Sebastián Cabrera Morales | Asistencia: 3 500 espectadores Árbitro(s): Yahir Sebastián Cabrera Morales |

| 19 de junio de 2021                                                              | Toluca TDP                       | 2:0 (2:0) (10:9 p.)(Global 2:2) | Tuxpan F.C. | Instalaciones de Metepec, Metepec                             |                                                               |
| 10:00 (UTC -5)                                                                   | O. Medina 22' · A. Hernández 37' | Reporte                         |             | Asistencia: 0 espectadores Árbitro(s): Erick González Miranda | Asistencia: 0 espectadores Árbitro(s): Erick González Miranda |
| Toluca avanzó a la Final de Zona tras ganar 10-9 en serie de penales. Global 2-2 |                                  |                                 |             |                                                               |                                                               |

| 16 de junio de 2021 | La Tribu de Ciudad Juárez | 0:0     | Cafessa Tlajomulco | Complejo CEPROFFA, Ciudad Juárez                                       |                                                                        |
| 14:00 (UTC -6)      |                           | Reporte |                    | Asistencia: 100 espectadores Árbitro(s): Jesús Enrique Herrera Armenta | Asistencia: 100 espectadores Árbitro(s): Jesús Enrique Herrera Armenta |

| 19 de junio de 2021                                                                         | Cafessa Tlajomulco | 1:1 (1:0) (4:3 p.)(Global 1:1) | La Tribu de Ciudad Juárez | Unidad Deportiva Mariano Otero, Tlajomulco                          |                                                                     |
| 19:00 (UTC -5)                                                                              | G. Rodríguez 3'    | Reporte                        | 46' A. Cota               | Asistencia: 800 espectadores Árbitro(s): Brian Jair Jiménez Morales | Asistencia: 800 espectadores Árbitro(s): Brian Jair Jiménez Morales |
| Cafessa Tlajomulco avanzó a la Final de Zona tras ganar 4-3 en serie de penales. Global 1-1 |                    |                                |                           |                                                                     |                                                                     |

| 16 de junio de 2021 | Delfines de Abasolo | 1:0 (1:0) | RC-1128 | Estadio municipal de Abasolo, Abasolo                                    |                                                                          |
| 16:00 (UTC -5)      | S. Medel 32'        | Reporte   |         | Asistencia: 2 500 espectadores Árbitro(s): Diego Gilberto Gurrea Mendoza | Asistencia: 2 500 espectadores Árbitro(s): Diego Gilberto Gurrea Mendoza |

| 19 de junio de 2021                                                               | RC-1128                       | 2:1 (1:0) (3:1 p.)(Global 2:2) | Delfines de Abasolo | Estadio municipal Benito Juárez, Ocotlán                                 |                                                                          |
| 17:00 (UTC -5)                                                                    | L. Alcalá 30' · L. Chávez 76' | Reporte                        | 67' S. Martínez     | Asistencia: 1 000 espectadores Árbitro(s): Erwin Urick Chávez De La Rosa | Asistencia: 1 000 espectadores Árbitro(s): Erwin Urick Chávez De La Rosa |
| RC 11-28 avanzó a la Final de Zona tras ganar 3-1 en serie de penales. Global 2-2 |                               |                                |                     |                                                                          |                                                                          |

#### Finales de Zona
| 23 de junio de 2021 | Fuertes de Fortín               | 2:1 (1:1) | Toluca TDP      | Unidad Deportiva Eliezer Morales, Fortín de las Flores            |                                                                   |
| 15:00 (UTC -5)      | J. Contreras 23' · A. Villa 61' | Reporte   | 38' J. Guerrero | Asistencia: 1 500 espectadores Árbitro(s): Erick González Miranda | Asistencia: 1 500 espectadores Árbitro(s): Erick González Miranda |

| 26 de junio de 2021                                                                             | Toluca TDP        | 1:1 (1:0) (Global 2:3) | Fuertes de Fortín | Estadio Nemesio Díez, Toluca                                  |                                                               |
| 12:00 (UTC -5)                                                                                  | G. de la Cruz 26' | Reporte                | 48' A. Villa      | Asistencia: 3 000 espectadores Árbitro(s): Yair Ugalde Rivera | Asistencia: 3 000 espectadores Árbitro(s): Yair Ugalde Rivera |
| Fuertes de Fortín campeón de la Zona A de la Liga TDP, avanza a la Final de la Liga. Global 2-3 |                   |                        |                   |                                                               |                                                               |

| 24 de junio de 2021 | RC-1128                                              | 4:2 (1:0) | Cafessa Tlajomulco              | Estadio municipal Benito Juárez, Ocotlán                                 |                                                                          |
| 17:00 (UTC -5)      | R. Magallón 31', 90' · A. León 76' · J. Sandoval 82' | Reporte   | 57' D. Cervantes · 84' D. Duran | Asistencia: 1 198 espectadores Árbitro(s): Jesús Enrique Herrera Armenta | Asistencia: 1 198 espectadores Árbitro(s): Jesús Enrique Herrera Armenta |

| 27 de junio de 2021                                                                   | Cafessa Tlajomulco            | 2:1 (1:0) (Global 4:5) | RC-1128           | Estadio Jalisco, Guadalajara                                                  |                                                                               |
| 11:00 (UTC -5)                                                                        | I. García 14' · C. Franco 56' | Reporte                | 73' J. Barrientos | Asistencia: 1 200 espectadores Árbitro(s): Rosario Guadalupe Cárdenas Morales | Asistencia: 1 200 espectadores Árbitro(s): Rosario Guadalupe Cárdenas Morales |
| RC-1128 campeón de la Zona B de la Liga TDP, avanza a la Final de la Liga. Global 4-5 |                               |                        |                   |                                                                               |                                                                               |

#### Campeón de Campeones
| 3 de julio de 2021                                                                                 | Fuertes de Fortín                                                                                | 0:0 (6:5 p.)               | RC-1128                                                                                              | Estadio Azteca, Ciudad de México                              |                                                               |
| 11:00 (UTC -5)                                                                                     |                                                                                                  | Reporte                    | | Asistencia: 1 000 espectadores Árbitro(s): Yair Ugalde Rivera | Asistencia: 1 000 espectadores Árbitro(s): Yair Ugalde Rivera |
| |                                                                                                  | Tiros desde el punto penal | |                                                               |                                                               |
| | A. Villa · B. Carrera · E. Cruz · O. Castillo · C. Cortés · M. Arano · J. Valdivia · A. González |                            | R. Magallón · J. Barrientos · C. López · L. Chávez · J. Sandoval · O. Medina · I. Medina · L. Alcalá |                                                               |                                                               |
| Fuertes de Fortín, Campeón de Campeones de la temporada 2020-2021 de la tercera división de México |                                                                                                  |                            | |                                                               |                                                               |

| 24    | POR   | Axel González    |     |
| 4     | DEF   | Jorge Contreras  | 85' |
| 3     | DEF   | Marcelo Arano    |     |
| 34    | DEF   | Oscar Castillo   |     |
| 9     | MED   | Alejandro Villa  |     |
| 17    | MED   | Jason Sánchez    |     |
| 36    | MED   | Uriel Osorio     | 76' |
| 8     | MED   | César Cortés     |     |
| 7     | DEL   | Héctor González  | 65' |
| 10    | DEL   | Brhandon Carrera |     |
| 22    | DEL   | Carlos García    | 76' |
| D. T. | D. T. | Víctor Hernández |     |

| 1     | POR   | Alejandro Madrigal |     |
| 4     | DEF   | José Barrientos    |     |
| 5     | DEF   | Christian López    |     |
| 13    | DEF   | Juan Sandoval      | 54' |
| 17    | MED   | Jonás Mendoza      |     |
| 6     | MED   | Leonardo Chávez    |     |
| 7     | MED   | Antonio León       |     |
| 10    | MED   | Jorge Sandoval     |     |
| 11    | DEL   | Oswaldo Medina     |     |
| 8     | DEL   | Isaac Medina       |     |
| 9     | DEL   | Raúl Magallón      |     |
| D. T. | D. T. | Erick Gutiérrez    |     |

| 35 | Delantero      | Ulises Osorio 85' | 65' |
| 6  | Centrocampista | Emmanuel Cruz     | 76' |
| 31 | Delantero      | Vicente Demuner   | 76' |
| 5  | Defensa        | Arturo Escalante  | 85' |
| 2  | Defensa        | Jorge Valdivia    | 85' |

| 32 | Delantero | Luis Alcalá | 54' |

| width=20% | . |  |

| width=20% | . |  |

| Acierto de penal · Acierto de penal · Acierto de penal · Acierto de penal · Fallo de penal · Acierto de penal · Fallo de penal · Acierto de penal | Alejandro Villa Brhandon Carrera Emmanuel Cruz Oscar Castillo César Cortés Marcelo Arano Jorge Valdivia Axel González | 1:1 2:2 3:3 4:4 5:5 6:5 |

| Acierto de penal · Acierto de penal · Acierto de penal · Acierto de penal · Fallo de penal · Acierto de penal · Fallo de penal · Fallo de penal | Raúl Magallón José Barrientos Christian López Leonardo Chávez Jorge Sandoval Oswaldo Medina Isaac Medina Luis Alcalá | 0:1 1:2 2:3 3:4 4:4 4:5 5:5 |

| Principal  | Yair Ugalde Rivera             |
| Asistentes | Carlos Andrés Hernández García |
|            | Walter Peñaloza Urbina         |
| Cuarto     | Diego Gilberto Gurrea Mendoza  |

| Alineación inicial |

| 24    | POR   | Axel González    |     |
| 4     | DEF   | Jorge Contreras  | 85' |
| 3     | DEF   | Marcelo Arano    |     |
| 34    | DEF   | Oscar Castillo   |     |
| 9     | MED   | Alejandro Villa  |     |
| 17    | MED   | Jason Sánchez    |     |
| 36    | MED   | Uriel Osorio     | 76' |
| 8     | MED   | César Cortés     |     |
| 7     | DEL   | Héctor González  | 65' |
| 10    | DEL   | Brhandon Carrera |     |
| 22    | DEL   | Carlos García    | 76' |
| D. T. | D. T. | Víctor Hernández |     |

| 1     | POR   | Alejandro Madrigal |     |
| 4     | DEF   | José Barrientos    |     |
| 5     | DEF   | Christian López    |     |
| 13    | DEF   | Juan Sandoval      | 54' |
| 17    | MED   | Jonás Mendoza      |     |
| 6     | MED   | Leonardo Chávez    |     |
| 7     | MED   | Antonio León       |     |
| 10    | MED   | Jorge Sandoval     |     |
| 11    | DEL   | Oswaldo Medina     |     |
| 8     | DEL   | Isaac Medina       |     |
| 9     | DEL   | Raúl Magallón      |     |
| D. T. | D. T. | Erick Gutiérrez    |     |

| 35 | Delantero      | Ulises Osorio 85' | 65' |
| 6  | Centrocampista | Emmanuel Cruz     | 76' |
| 31 | Delantero      | Vicente Demuner   | 76' |
| 5  | Defensa        | Arturo Escalante  | 85' |
| 2  | Defensa        | Jorge Valdivia    | 85' |

| 32 | Delantero | Luis Alcalá | 54' |

| width=20% | . |  |

| width=20% | . |  |

| Acierto de penal · Acierto de penal · Acierto de penal · Acierto de penal · Fallo de penal · Acierto de penal · Fallo de penal · Acierto de penal | Alejandro Villa Brhandon Carrera Emmanuel Cruz Oscar Castillo César Cortés Marcelo Arano Jorge Valdivia Axel González | 1:1 2:2 3:3 4:4 5:5 6:5 |

| Acierto de penal · Acierto de penal · Acierto de penal · Acierto de penal · Fallo de penal · Acierto de penal · Fallo de penal · Fallo de penal | Raúl Magallón José Barrientos Christian López Leonardo Chávez Jorge Sandoval Oswaldo Medina Isaac Medina Luis Alcalá | 0:1 1:2 2:3 3:4 4:4 4:5 5:5 |

| Principal  | Yair Ugalde Rivera             |
| Asistentes | Carlos Andrés Hernández García |
|            | Walter Peñaloza Urbina         |
| Cuarto     | Diego Gilberto Gurrea Mendoza  |

| Alineación inicial |

| 24    | POR   | Axel González    |     |
| 4     | DEF   | Jorge Contreras  | 85' |
| 3     | DEF   | Marcelo Arano    |     |
| 34    | DEF   | Oscar Castillo   |     |
| 9     | MED   | Alejandro Villa  |     |
| 17    | MED   | Jason Sánchez    |     |
| 36    | MED   | Uriel Osorio     | 76' |
| 8     | MED   | César Cortés     |     |
| 7     | DEL   | Héctor González  | 65' |
| 10    | DEL   | Brhandon Carrera |     |
| 22    | DEL   | Carlos García    | 76' |
| D. T. | D. T. | Víctor Hernández |     |

| 1     | POR   | Alejandro Madrigal |     |
| 4     | DEF   | José Barrientos    |     |
| 5     | DEF   | Christian López    |     |
| 13    | DEF   | Juan Sandoval      | 54' |
| 17    | MED   | Jonás Mendoza      |     |
| 6     | MED   | Leonardo Chávez    |     |
| 7     | MED   | Antonio León       |     |
| 10    | MED   | Jorge Sandoval     |     |
| 11    | DEL   | Oswaldo Medina     |     |
| 8     | DEL   | Isaac Medina       |     |
| 9     | DEL   | Raúl Magallón      |     |
| D. T. | D. T. | Erick Gutiérrez    |     |

| 35 | Delantero      | Ulises Osorio 85' | 65' |
| 6  | Centrocampista | Emmanuel Cruz     | 76' |
| 31 | Delantero      | Vicente Demuner   | 76' |
| 5  | Defensa        | Arturo Escalante  | 85' |
| 2  | Defensa        | Jorge Valdivia    | 85' |

| 32 | Delantero | Luis Alcalá | 54' |

| width=20% | . |  |

| width=20% | . |  |

| Acierto de penal · Acierto de penal · Acierto de penal · Acierto de penal · Fallo de penal · Acierto de penal · Fallo de penal · Acierto de penal | Alejandro Villa Brhandon Carrera Emmanuel Cruz Oscar Castillo César Cortés Marcelo Arano Jorge Valdivia Axel González | 1:1 2:2 3:3 4:4 5:5 6:5 |

| Acierto de penal · Acierto de penal · Acierto de penal · Acierto de penal · Fallo de penal · Acierto de penal · Fallo de penal · Fallo de penal | Raúl Magallón José Barrientos Christian López Leonardo Chávez Jorge Sandoval Oswaldo Medina Isaac Medina Luis Alcalá | 0:1 1:2 2:3 3:4 4:4 4:5 5:5 |

| Principal  | Yair Ugalde Rivera             |
| Asistentes | Carlos Andrés Hernández García |
|            | Walter Peñaloza Urbina         |
| Cuarto     | Diego Gilberto Gurrea Mendoza  |

| Alineación inicial |

| 24    | POR   | Axel González    |     |
| 4     | DEF   | Jorge Contreras  | 85' |
| 3     | DEF   | Marcelo Arano    |     |
| 34    | DEF   | Oscar Castillo   |     |
| 9     | MED   | Alejandro Villa  |     |
| 17    | MED   | Jason Sánchez    |     |
| 36    | MED   | Uriel Osorio     | 76' |
| 8     | MED   | César Cortés     |     |
| 7     | DEL   | Héctor González  | 65' |
| 10    | DEL   | Brhandon Carrera |     |
| 22    | DEL   | Carlos García    | 76' |
| D. T. | D. T. | Víctor Hernández |     |

| 1     | POR   | Alejandro Madrigal |     |
| 4     | DEF   | José Barrientos    |     |
| 5     | DEF   | Christian López    |     |
| 13    | DEF   | Juan Sandoval      | 54' |
| 17    | MED   | Jonás Mendoza      |     |
| 6     | MED   | Leonardo Chávez    |     |
| 7     | MED   | Antonio León       |     |
| 10    | MED   | Jorge Sandoval     |     |
| 11    | DEL   | Oswaldo Medina     |     |
| 8     | DEL   | Isaac Medina       |     |
| 9     | DEL   | Raúl Magallón      |     |
| D. T. | D. T. | Erick Gutiérrez    |     |

| 35 | Delantero      | Ulises Osorio 85' | 65' |
| 6  | Centrocampista | Emmanuel Cruz     | 76' |
| 31 | Delantero      | Vicente Demuner   | 76' |
| 5  | Defensa        | Arturo Escalante  | 85' |
| 2  | Defensa        | Jorge Valdivia    | 85' |

| 32 | Delantero | Luis Alcalá | 54' |

| width=20% | . |  |

| width=20% | . |  |

| Acierto de penal · Acierto de penal · Acierto de penal · Acierto de penal · Fallo de penal · Acierto de penal · Fallo de penal · Acierto de penal | Alejandro Villa Brhandon Carrera Emmanuel Cruz Oscar Castillo César Cortés Marcelo Arano Jorge Valdivia Axel González | 1:1 2:2 3:3 4:4 5:5 6:5 |

| Acierto de penal · Acierto de penal · Acierto de penal · Acierto de penal · Fallo de penal · Acierto de penal · Fallo de penal · Fallo de penal | Raúl Magallón José Barrientos Christian López Leonardo Chávez Jorge Sandoval Oswaldo Medina Isaac Medina Luis Alcalá | 0:1 1:2 2:3 3:4 4:4 4:5 5:5 |

| Principal  | Yair Ugalde Rivera             |
| Asistentes | Carlos Andrés Hernández García |
|            | Walter Peñaloza Urbina         |
| Cuarto     | Diego Gilberto Gurrea Mendoza  |

| Alineación inicial |

| Campeón de tercera división 2020-21 |
| ----------------------------------- |
|                                     |
| Fuertes de Fortín                   |
| 1° Título                           |

## Equipos filiales o sin derecho al ascenso

### Clasificación
Para determinar los equipos que clasifican a la Liguilla de equipos filiales o sin derecho al ascenso se crea una tabla exclusivamente de equipos sin derecho a ascenso donde se posicionan de acuerdo al porcentaje que obtengan después de la temporada regular, ya que los equipos juegan diferente cantidad de partidos dependiendo de su grupo.
Este porcentaje se obtiene dividiendo los puntos obtenidos entre la cantidad de partidos jugados; a mayor porcentaje más alto estará el equipo en la tabla. Si dos o más equipos obtienen el mismo porcentaje se tomaran en cuenta los convencionales mecanismos de desempate: Puntos, Diferencia de goles y Goles a Favor.

Fecha de actualización: 22 de mayo de 2021
| Pos. | Equipos                     | PJ | PG | PE | PP | GF | GC | Dif. | Pts. | Pe | Por. |
| ---- | --------------------------- | -- | -- | -- | -- | -- | -- | ---- | ---- | -- | ---- |
| 1.   | Universidad del Fútbol      | 32 | 25 | 4  | 3  | 86 | 27 | 59   | 82   | 3  | 2.56 |
| 2.   | Dorados de Sinaloa TDP      | 32 | 21 | 8  | 3  | 77 | 27 | 50   | 74   | 3  | 2.31 |
| 3.   | Mineros de Zacatecas TDP    | 24 | 15 | 6  | 3  | 58 | 27 | 31   | 55   | 4  | 2.29 |
| 4.   | Cancún F.C. TDP             | 20 | 10 | 6  | 4  | 28 | 22 | 6    | 40   | 4  | 2.00 |
| 5.   | Tecos TDP                   | 32 | 17 | 8  | 7  | 71 | 41 | 30   | 62   | 3  | 1.94 |
| 6.   | Huatabampo FC               | 28 | 12 | 11 | 5  | 47 | 36 | 11   | 52   | 5  | 1.86 |
| 7.   | Cimarrones TDP              | 28 | 15 | 5  | 8  | 52 | 29 | 23   | 50   | 0  | 1.79 |
| 8.   | Alebrijes de Oaxaca TDP     | 27 | 12 | 6  | 9  | 35 | 30 | 5    | 45   | 3  | 1.67 |
| 9.   | River Plate Escuela Jalisco | 32 | 13 | 9  | 10 | 55 | 51 | 4    | 51   | 3  | 1.59 |
| 10.  | Leones Negros TDP           | 38 | 16 | 7  | 15 | 50 | 47 | 3    | 57   | 2  | 1.50 |
| 11.  | Tulum F.C.                  | 20 | 7  | 6  | 7  | 26 | 30 | -4   | 30   | 3  | 1.50 |
| 12.  | Cantera Venados             | 20 | 6  | 7  | 7  | 23 | 25 | -2   | 29   | 4  | 1.45 |
| 13.  | Alteños Acatic              | 32 | 11 | 7  | 14 | 61 | 72 | -11  | 46   | 6  | 1.44 |
| 14.  | C.F. Zaragoza               | 28 | 8  | 7  | 13 | 32 | 43 | -11  | 36   | 5  | 1.29 |
| 15.  | Xolos Hermosillo            | 28 | 8  | 5  | 15 | 33 | 50 | -17  | 34   | 5  | 1.21 |
| 16.  | Atlético Nayarit            | 32 | 8  | 9  | 15 | 45 | 53 | -8   | 38   | 5  | 1.19 |
| 17.  | Guerreros Tlaxcala          | 32 | 9  | 6  | 17 | 41 | 71 | -30  | 38   | 5  | 1.19 |
| 18.  | CEFO ALR                    | 32 | 8  | 6  | 18 | 41 | 60 | -19  | 34   | 4  | 1.06 |
| 19.  | Durango TDP                 | 24 | 6  | 5  | 13 | 26 | 44 | -18  | 25   | 2  | 1.04 |
| 20.  | Leones F.C. Amecameca       | 26 | 3  | 9  | 14 | 19 | 51 | -32  | 23   | 5  | 0.89 |
| 21.  | CD Villa Flor               | 26 | 6  | 3  | 17 | 32 | 59 | -27  | 22   | 1  | 0.85 |
| 22.  | Deportivo Dongu TDP         | 32 | 6  | 5  | 21 | 30 | 58 | -28  | 27   | 4  | 0.84 |
| 23.  | Cantera CDMX                | 26 | 5  | 3  | 18 | 27 | 80 | -53  | 18   | 0  | 0.69 |
| 24.  | Atlético Chalquense         | 26 | 3  | 3  | 20 | 20 | 89 | -69  | 13   | 1  | 0.50 |
| 25.  | La Piedad Querétaro         | 34 | 3  | 3  | 28 | 24 | 94 | -70  | 14   | 2  | 0.41 |
| 26.  | Ciervos TDP                 | 32 | 0  | 5  | 27 | 22 | 98 | -76  | 7    | 2  | 0.22 |

|  | Clasificado para la Liguilla de Filiales o sin derecho al ascenso. |
|  | Peor Clasificado.                                                  |

### Liguilla
|  | Octavos de final | Octavos de final            | Octavos de final            | Octavos de final | Octavos de final |       |                        | Cuartos de final       | Cuartos de final | Cuartos de final | Cuartos de final | Cuartos de final |  |   | Semifinal              | Semifinal | Semifinal | Semifinal | Semifinal |  |   | Final       | Final | Final | Final | Final |
|  |                  |                             |                             |                  |                  |       |                        |                        |                  |                  |                  |                  |  |   |                        |           |           |           |           |  |   |             |       |       |       |       |
|  | 2                | Dorados TDP                 | 0                           | 1                | 1                |       |                        |                        |                  |                  |                  |                  |  |   |                        |           |           |           |           |  |   |             |       |       |       |       |
|  | 15               | Xolos de Hermosillo         | 0                           | 0                | 0                |       |                        |                        |                  |                  |                  |                  |  |   |                        |           |           |           |           |  |   |             |       |       |       |       |
|  | 15               | Xolos de Hermosillo         | 0                           | 0                | 0                |       | 2                      | Dorados TDP (p.)       | 1                | 1                | 2 (4)            |                  |  |   |                        |           |           |           |           |  |   |             |       |       |       |       |
|  |                  |                             |                             |                  |                  |       | 2                      | Dorados TDP (p.)       | 1                | 1                | 2 (4)            |                  |  |   |                        |           |           |           |           |  |   |             |       |       |       |       |
|  |                  | 9                           | River Plate Escuela Jalisco | 2                | 0                | 2 (3) |                        |                        |                  |                  |                  |                  |  |   |                        |           |           |           |           |  |   |             |       |       |       |       |
|  | 8                | 9                           | River Plate Escuela Jalisco | 2                | 0                | 2 (3) | Alebrijes TDP          | 1                      | 0                | 1                |                  |                  |  |   |                        |           |           |           |           |  |   |             |       |       |       |       |
|  | 8                |                             |                             |                  |                  |       | Alebrijes TDP          | 1                      | 0                | 1                |                  |                  |  |   |                        |           |           |           |           |  |   |             |       |       |       |       |
|  | 9                | River Plate Escuela Jalisco | 2                           | 0                | 2                |       |                        |                        |                  |                  |                  |                  |  |   |                        |           |           |           |           |  |   |             |       |       |       |       |
|  | 9                | River Plate Escuela Jalisco | 2                           | 0                | 2                |       |                        |                        |                  |                  |                  |                  |  | 2 | Dorados TDP (p.)       | 1         | 1         | 2 (6)     |           |  |   |             |       |       |       |       |
|  |                  |                             |                             |                  |                  |       |                        |                        |                  |                  |                  |                  |  | 2 | Dorados TDP (p.)       | 1         | 1         | 2 (6)     |           |  |   |             |       |       |       |       |
|  |                  | 4                           | Cancún TDP                  | 1                | 1                | 2 (5) |                        |                        |                  |                  |                  |                  |  |   |                        |           |           |           |           |  |   |             |       |       |       |       |
|  | 4                | 4                           | Cancún TDP                  | 1                | 1                | 2 (5) | Cancún TDP             | 2                      | 5                | 7                |                  |                  |  |   |                        |           |           |           |           |  |   |             |       |       |       |       |
|  | 4                |                             |                             |                  |                  |       | Cancún TDP             | 2                      | 5                | 7                |                  |                  |  |   |                        |           |           |           |           |  |   |             |       |       |       |       |
|  | 13               | Alteños Acatic              | 0                           | 2                | 2                |       |                        |                        |                  |                  |                  |                  |  |   |                        |           |           |           |           |  |   |             |       |       |       |       |
|  | 13               | Alteños Acatic              | 0                           | 2                | 2                |       | 4                      | Cancún TDP             | 1                | 2                | 3                |                  |  |   |                        |           |           |           |           |  |   |             |       |       |       |       |
|  |                  |                             |                             |                  |                  |       | 4                      | Cancún TDP             | 1                | 2                | 3                |                  |  |   |                        |           |           |           |           |  |   |             |       |       |       |       |
|  |                  | 5                           | Tecos TDP                   | 0                | 1                | 1     |                        |                        |                  |                  |                  |                  |  |   |                        |           |           |           |           |  |   |             |       |       |       |       |
|  | 5                | 5                           | Tecos TDP                   | 0                | 1                | 1     | Tecos TDP              | 1                      | 2                | 3                |                  |                  |  |   |                        |           |           |           |           |  |   |             |       |       |       |       |
|  | 5                |                             |                             |                  |                  |       | Tecos TDP              | 1                      | 2                | 3                |                  |                  |  |   |                        |           |           |           |           |  |   |             |       |       |       |       |
|  | 12               | Cantera Venados             | 1                           | 1                | 2                |       |                        |                        |                  |                  |                  |                  |  |   |                        |           |           |           |           |  |   |             |       |       |       |       |
|  | 12               | Cantera Venados             | 1                           | 1                | 2                |       |                        |                        |                  |                  |                  |                  |  |   |                        |           |           |           |           |  | 2 | Dorados TDP | 0     | 1     | 1     |       |
|  |                  |                             |                             |                  |                  |       |                        |                        |                  |                  |                  |                  |  |   |                        |           |           |           |           |  | 2 | Dorados TDP | 0     | 1     | 1     |       |
|  |                  | 7                           | Cimarrones TDP              | 0                | 0                | 0     |                        |                        |                  |                  |                  |                  |  |   |                        |           |           |           |           |  |   |             |       |       |       |       |
|  | 1                | 7                           | Cimarrones TDP              | 0                | 0                | 0     | Universidad del Fútbol | 2                      | 5                | 7                |                  |                  |  |   |                        |           |           |           |           |  |   |             |       |       |       |       |
|  | 1                |                             |                             |                  |                  |       | Universidad del Fútbol | 2                      | 5                | 7                |                  |                  |  |   |                        |           |           |           |           |  |   |             |       |       |       |       |
|  | 16               | Atlético Nayarit            | 2                           | 0                | 2                |       |                        |                        |                  |                  |                  |                  |  |   |                        |           |           |           |           |  |   |             |       |       |       |       |
|  | 16               | Atlético Nayarit            | 2                           | 0                | 2                |       | 1                      | Universidad del Fútbol | 0                | 3                | 3                |                  |  |   |                        |           |           |           |           |  |   |             |       |       |       |       |
|  |                  |                             |                             |                  |                  |       | 1                      | Universidad del Fútbol | 0                | 3                | 3                |                  |  |   |                        |           |           |           |           |  |   |             |       |       |       |       |
|  |                  | 11                          | Tulum F.C.                  | 0                | 0                | 0     |                        |                        |                  |                  |                  |                  |  |   |                        |           |           |           |           |  |   |             |       |       |       |       |
|  | 6                | 11                          | Tulum F.C.                  | 0                | 0                | 0     | Huatabampo FC          | 0                      | 2                | 2 (3)            |                  |                  |  |   |                        |           |           |           |           |  |   |             |       |       |       |       |
|  | 6                |                             |                             |                  |                  |       | Huatabampo FC          | 0                      | 2                | 2 (3)            |                  |                  |  |   |                        |           |           |           |           |  |   |             |       |       |       |       |
|  | 11               | Tulum F.C. (p.)             | 1                           | 1                | 2 (4)            |       |                        |                        |                  |                  |                  |                  |  |   |                        |           |           |           |           |  |   |             |       |       |       |       |
|  | 11               | Tulum F.C. (p.)             | 1                           | 1                | 2 (4)            |       |                        |                        |                  |                  |                  |                  |  | 1 | Universidad del Fútbol | 0         | 2         | 2 (3)     |           |  |   |             |       |       |       |       |
|  |                  |                             |                             |                  |                  |       |                        |                        |                  |                  |                  |                  |  | 1 | Universidad del Fútbol | 0         | 2         | 2 (3)     |           |  |   |             |       |       |       |       |
|  |                  | 7                           | Cimarrones TDP (p.)         | 1                | 1                | 2 (4) |                        |                        |                  |                  |                  |                  |  |   |                        |           |           |           |           |  |   |             |       |       |       |       |
|  | 3                | 7                           | Cimarrones TDP (p.)         | 1                | 1                | 2 (4) | Mineros TDP            | 2                      | 7                | 9                |                  |                  |  |   |                        |           |           |           |           |  |   |             |       |       |       |       |
|  | 3                |                             |                             |                  |                  |       | Mineros TDP            | 2                      | 7                | 9                |                  |                  |  |   |                        |           |           |           |           |  |   |             |       |       |       |       |
|  | 14               | C.F. Zaragoza               | 1                           | 0                | 1                |       |                        |                        |                  |                  |                  |                  |  |   |                        |           |           |           |           |  |   |             |       |       |       |       |
|  | 14               | C.F. Zaragoza               | 1                           | 0                | 1                |       | 3                      | Mineros TDP            | 0                | 0                | 0                |                  |  |   |                        |           |           |           |           |  |   |             |       |       |       |       |
|  |                  |                             |                             |                  |                  |       | 3                      | Mineros TDP            | 0                | 0                | 0                |                  |  |   |                        |           |           |           |           |  |   |             |       |       |       |       |
|  |                  | 7                           | Cimarrones TDP              | 1                | 0                | 1     |                        |                        |                  |                  |                  |                  |  |   |                        |           |           |           |           |  |   |             |       |       |       |       |
|  | 7                | 7                           | Cimarrones TDP              | 1                | 0                | 1     | Cimarrones TDP         | 3                      | 1                | 4                |                  |                  |  |   |                        |           |           |           |           |  |   |             |       |       |       |       |
|  | 7                |                             |                             |                  |                  |       | Cimarrones TDP         | 3                      | 1                | 4                |                  |                  |  |   |                        |           |           |           |           |  |   |             |       |       |       |       |
|  | 10               | Leones Negros TDP           | 3                           | 0                | 3                |       |                        |                        |                  |                  |                  |                  |  |   |                        |           |           |           |           |  |   |             |       |       |       |       |

#### Octavos de final
| 26 de mayo de 2021 | Atlético Nayarit                  | 2:2 (1:1) | Universidad del Fútbol          | Unidad Deportiva Landereñas, Xalisco                                    |                                                                         |
| 15:00 (UTC -6)     | J. Delgado 18' · F. Navarrete 57' | Reporte   | 9' L. Carrera · 51' A. Bautista | Asistencia: 200 espectadores Árbitro(s): Emmanuel Plascencia Plascencia | Asistencia: 200 espectadores Árbitro(s): Emmanuel Plascencia Plascencia |

| 29 de mayo de 2021                                           | Universidad del Fútbol                                             | 5:0 (3:0) (Global 7:2) | Atlético Nayarit | Universidad del Fútbol, San Agustín Tlaxiaca                          |                                                                       |
| 10:00 (UTC -5)                                               | N. Lagos 7' · A. Bautista 13', 74' · C. Madrigal 24' · J. Peña 90' | Reporte                |                  | Asistencia: 60 espectadores Árbitro(s): Gerardo Yahir Mendoza Sánchez | Asistencia: 60 espectadores Árbitro(s): Gerardo Yahir Mendoza Sánchez |
| Universidad del Fútbol avanzó a cuartos de final. Global 7-2 |                                                                    |                        |                  |                                                                       |                                                                       |

| 26 de mayo de 2021 | River Plate Escuela Jalisco    | 2:1 (0:1) | Alebrijes TDP | Unidad Deportiva Revolución Mexicana, Tonalá                      |                                                                   |
| 10:00 (UTC -5)     | E. Zarate 77' · J. Escobar 88' | Reporte   | 15' A. Pérez  | Asistencia: 200 espectadores Árbitro(s): Salvador Rivera Martínez | Asistencia: 200 espectadores Árbitro(s): Salvador Rivera Martínez |

| 29 de mayo de 2021                                                | Alebrijes TDP | 0:0 (Global 1:2) | River Plate Escuela Jalisco | Estadio Tecnológico de Oaxaca, Oaxaca                     |                                                           |
| 15:45 (UTC -5)                                                    |               | Reporte          |                             | Asistencia: 0 espectadores Árbitro(s): Jimmy Acosta Pérez | Asistencia: 0 espectadores Árbitro(s): Jimmy Acosta Pérez |
| River Plate Escuela Jalisco avanzó a cuartos de final. Global 1-2 |               |                  |                             |                                                           |                                                           |

| 26 de mayo de 2021 | Alteños Acatic | 0:2 (0:0) | Cancún TDP                      | Unidad Deportiva de Acatic, Acatic                                     |                                                                        |
| 19:00 (UTC -5)     |                | Reporte   | 68' E. Toledo · 78' J. Ricardez | Asistencia: 100 espectadores Árbitro(s): Marco Claudio Rodríguez Deras | Asistencia: 100 espectadores Árbitro(s): Marco Claudio Rodríguez Deras |

| 29 de mayo de 2021                           | Cancún TDP                                                                  | 5:2 (2:2) (Global 7:2) | Alteños Acatic                       | CEDAR Cancún, Cancún                                              |                                                                   |
| 11:00 (UTC -5)                               | D. Carpio 21' · B. Nieto 36' · A. Ortega 46' · E. Toledo 67' · A. López 80' | Reporte                | 27' C. Hernández · 32' R. Gutiérreez | Asistencia: 0 espectadores Árbitro(s): José Nicolás López Vázquez | Asistencia: 0 espectadores Árbitro(s): José Nicolás López Vázquez |
| Cancún avanzó a cuartos de final. Global 7-2 |                                                                             |                        |                                      |                                                                   |                                                                   |

| 26 de mayo de 2021 | Cantera Venados | 1:1 (1:0) | Tecos TDP       | Estadio Carlos Iturralde Rivero, Mérida                               |                                                                       |
| 16:30 (UTC -5)     | K. Amador 16'   | Reporte   | 63' J. Casillas | Asistencia: 0 espectadores Árbitro(s): Adrián Jhonatan del Ángel Olán | Asistencia: 0 espectadores Árbitro(s): Adrián Jhonatan del Ángel Olán |

| 29 de mayo de 2021                          | Tecos TDP                       | 2:1 (1:0) (Global 3:2) | Cantera Venados | Estadio Tres de Marzo, Zapopan                                               |                                                                              |
| 11:00 (UTC -5)                              | J. Torres 17' · H. Santiago 79' | Reporte                | 58' F. Lara     | Asistencia: 0 espectadores Árbitro(s): Emmanuel Juan Jesús Zaleta Garatachia | Asistencia: 0 espectadores Árbitro(s): Emmanuel Juan Jesús Zaleta Garatachia |
| Tecos avanzó a cuartos de final. Global 2-1 |                                 |                        |                 |                                                                              |                                                                              |

| 26 de mayo de 2021 | Xolos de Hermosillo | 0:0     | Dorados TDP | Campo de fútbol La Milla UNISON, Hermosillo                  |                                                              |
| 15:00 (UTC -7)     |                     | Reporte |             | Asistencia: 0 espectadores Árbitro(s): Sammy Ojendiz Benítez | Asistencia: 0 espectadores Árbitro(s): Sammy Ojendiz Benítez |

| 29 de mayo de 2021                            | Dorados TDP    | 1:0 (0:0) (Global 1:0) | Xolos de Hermosillo | Estadio Dorados, Culiacán                                              |                                                                        |
| 10:00 (UTC -6)                                | M. Herrera 69' | Reporte                |                     | Asistencia: 70 espectadores Árbitro(s): Luis Manuel Miramontes Rosales | Asistencia: 70 espectadores Árbitro(s): Luis Manuel Miramontes Rosales |
| Dorados avanzó a cuartos de final. Global 1-0 |                |                        |                     |                                                                        |                                                                        |

| 26 de mayo de 2021 | Leones Negros TDP                | 3:3 (2:1) | Cimarrones TDP                       | Club Deportivo U. de G., Zapopan                                       |                                                                        |
| 10:00 (UTC -5)     | J. Zepeda 39', 45' · B. Mata 47' | Reporte   | 41', 75' D. Enríquez · 49' C. Rivera | Asistencia: 30 espectadores Árbitro(s): Ricardo Joseph Zárate Balderas | Asistencia: 30 espectadores Árbitro(s): Ricardo Joseph Zárate Balderas |

| 29 de mayo de 2021                               | Cimarrones TDP | 1:0 (1:0) (Global 4:3) | Leones Negros TDP | Estadio Héroe de Nacozari, Hermosillo                                    |                                                                          |
| 10:00 (UTC -7)                                   | J. Silva 2'    | Reporte                |                   | Asistencia: 300 espectadores Árbitro(s): Javier De Jesús Ramos Hernández | Asistencia: 300 espectadores Árbitro(s): Javier De Jesús Ramos Hernández |
| Cimarrones avanzó a cuartos de final. Global 4-3 |                |                        |                   |                                                                          |                                                                          |

| 26 de mayo de 2021 | C.F. Zaragoza | 1:2 (0:0) | Mineros TDP                     | Unidad Deportiva Mario Vázquez Raña, Puebla                            |                                                                        |
| 11:00 (UTC -5)     | A. Huerta 68' | Reporte   | 63' J. Rodarte · 83' D. Vázquez | Asistencia: 0 espectadores Árbitro(s): Yahir Sebastián Cabrera Morales | Asistencia: 0 espectadores Árbitro(s): Yahir Sebastián Cabrera Morales |

| 29 de mayo de 2021                                         | Mineros TDP                                                                                           | 7:0 (3:0) (Global 9:1) | C.F. Zaragoza | Unidad Deportiva Guadalupe, Guadalupe                                  |                                                                        |
| 11:00 (UTC -5)                                             | J. Amador 21', 29' · D. Piñón 34' · M. Rivera 50' · J. Martínez 65' · L. González 68' · O. Sotelo 70' | Reporte                |               | Asistencia: 0 espectadores Árbitro(s): Jorge Alfonso Resendiz Espinoza | Asistencia: 0 espectadores Árbitro(s): Jorge Alfonso Resendiz Espinoza |
| Mineros de Zacatecas avanzó a cuartos de final. Global 9-1 | |                        |               |                                                                        |                                                                        |

| 26 de mayo de 2021 | Tulum F.C.    | 1:0 (0:0) | Huatabampo FC | Estadio Héctor Díaz de la Peña, Tulum                               |                                                                     |
| 18:00 (UTC -5)     | A. Acosta 68' | Reporte   |               | Asistencia: 0 espectadores Árbitro(s): Berny Abigail Concha Vázquez | Asistencia: 0 espectadores Árbitro(s): Berny Abigail Concha Vázquez |

| 29 de mayo de 2021                                                             | Huatabampo FC               | 2:1 (0:1) (3:4 p.)(Global 2:2) | Tulum F.C.     | Unidad Deportiva Baldomero Melo Almada, Huatabampo          |                                                             |
| 18:00 (UTC -7)                                                                 | E. Rosas 69' · J. Ozuna 86' | Reporte                        | 45' L. Carmona | Asistencia: 200 espectadores Árbitro(s): Rodrigo Ramos Romo | Asistencia: 200 espectadores Árbitro(s): Rodrigo Ramos Romo |
| Tulum avanzó a cuartos de final tras ganar 3-4 en serie de penales. Global 2-2 |                             |                                |                |                                                             |                                                             |

#### Cuartos de final
| 2 de junio de 2021 | Tulum F.C. | 0:0     | Universidad del Fútbol | Estadio Héctor Díaz de la Peña, Tulum                                 |                                                                       |
| 17:00 (UTC -5)     |            | Reporte |                        | Asistencia: 0 espectadores Árbitro(s): Luis Enrique Menéndez Meléndez | Asistencia: 0 espectadores Árbitro(s): Luis Enrique Menéndez Meléndez |

| 5 de junio de 2021                                      | Universidad del Fútbol               | 3:0 (1:0) (Global 3:0) | Tulum F.C. | Universidad del Fútbol, San Agustín Tlaxiaca                 |                                                              |
| 10:00 (UTC -5)                                          | A. Bautista 14', 57' · O. Corona 55' | Reporte                |            | Asistencia: 0 espectadores Árbitro(s): Kevin Peñaloza Flores | Asistencia: 0 espectadores Árbitro(s): Kevin Peñaloza Flores |
| Universidad del Fútbol avanzó a Semifinales. Global 3-0 |                                      |                        |            |                                                              |                                                              |

| 2 de junio de 2021 | Tecos TDP | 0:1 (0:1) | Cancún TDP   | Estadio Tres de Marzo, Zapopan                                         |                                                                        |
| 11:00 (UTC -5)     |           | Reporte   | 22' B. Nieto | Asistencia: 50 espectadores Árbitro(s): Ricardo Joseph Zárate Balderas | Asistencia: 50 espectadores Árbitro(s): Ricardo Joseph Zárate Balderas |

| 5 de junio de 2021                      | Cancún TDP                      | 2:1 (1:1) (Global 3:1) | Tecos TDP          | CEDAR Cancún, Cancún                                                  |                                                                       |
| 11:00 (UTC -5)                          | D. Wojdyla 5' · Y. Alamilla 54' | Reporte                | 22' R. Castellanos | Asistencia: 0 espectadores Árbitro(s): Adrián Jhonatan del Ángel Olán | Asistencia: 0 espectadores Árbitro(s): Adrián Jhonatan del Ángel Olán |
| Cancún avanzó a Semifinales. Global 3-1 |                                 |                        |                    |                                                                       |                                                                       |

| 2 de junio de 2021 | River Plate Escuela Jalisco | 2:1 (2:1) | Dorados TDP  | Unidad Deportiva Revolución Mexicana, Tonalá                               |                                                                            |
| 10:00 (UTC -5)     | G. Padilla 26', 45'         | Reporte   | 40' R. Salas | Asistencia: 150 espectadores Árbitro(s): José Maximiliano Negrete Preciado | Asistencia: 150 espectadores Árbitro(s): José Maximiliano Negrete Preciado |

| 5 de junio de 2021                                                          | Dorados TDP    | 1:0 (1:0) (4:3 p.)(Global 2:2) | River Plate Escuela Jalisco | Estadio Dorados, Culiacán                                                 |                                                                           |
| 10:00 (UTC -6)                                                              | M. Herrera 45' | Reporte                        |                             | Asistencia: 60 espectadores Árbitro(s): Francisco Eduardo del Real Torres | Asistencia: 60 espectadores Árbitro(s): Francisco Eduardo del Real Torres |
| Dorados avanzó a Semifinales tras ganar 4-3 en serie de penales. Global 2-2 |                |                                |                             |                                                                           |                                                                           |

| 2 de junio de 2021 | Cimarrones TDP | 1:0 (1:0) | Mineros TDP | Estadio Héroe de Nacozari, Hermosillo                                    |                                                                          |
| 10:00 (UTC -7)     | C. Rivera 28'  | Reporte   |             | Asistencia: 100 espectadores Árbitro(s): Javier De Jesús Ramos Hernández | Asistencia: 100 espectadores Árbitro(s): Javier De Jesús Ramos Hernández |

| 5 de junio de 2021                          | Mineros TDP | 0:0 (Global 0:1) | Cimarrones TDP | Unidad Deportiva Guadalupe, Guadalupe                                  |                                                                        |
| 11:00 (UTC -5)                              |             | Reporte          |                | Asistencia: 0 espectadores Árbitro(s): David Fernando Gutiérrez Zamora | Asistencia: 0 espectadores Árbitro(s): David Fernando Gutiérrez Zamora |
| Cimarrones avanzó a Semifinales. Global 0-1 |             |                  |                |                                                                        |                                                                        |

#### Semifinales
| 10 de junio de 2021 | Cimarrones TDP | 1:0 (1:0) | Universidad del Fútbol | Estadio Héroe de Nacozari, Hermosillo                       |                                                             |
| 10:00 (UTC -7)      | D. Enríquez 1' | Reporte   |                        | Asistencia: 190 espectadores Árbitro(s): Rodrigo Ramos Romo | Asistencia: 190 espectadores Árbitro(s): Rodrigo Ramos Romo |

| 13 de junio de 2021                                                         | Universidad del Fútbol            | 2:1 (0:0) (3:4 p.)(Global 2:2) | Cimarrones TDP | Universidad del Fútbol, San Agustín Tlaxiaca                 |                                                              |
| 10:00 (UTC -5)                                                              | J. González 54' · A. Bautista 59' | Reporte                        | 90' M. Murillo | Asistencia: 200 espectadores Árbitro(s): Héctor Morales Leal | Asistencia: 200 espectadores Árbitro(s): Héctor Morales Leal |
| Cimarrones avanzó a la Final tras ganar 3-4 en serie de penales. Global 2-2 |                                   |                                |                |                                                              |                                                              |

| 9 de junio de 2021 | Dorados TDP  | 1:1 (0:1) | Cancún TDP    | Estadio Dorados, Culiacán                                       |                                                                 |
| 10:00 (UTC -6)     | R. Salas 49' | Reporte   | 35' D. Carpio | Asistencia: 300 espectadores Árbitro(s): Erick González Miranda | Asistencia: 300 espectadores Árbitro(s): Erick González Miranda |

| 12 de junio de 2021                                                      | Cancún TDP    | 1:1 (0:1) (5:6 p.)(Global 2:2) | Dorados TDP    | CEDAR Cancún, Cancún                                                   |                                                                        |
| 11:00 (UTC -5)                                                           | E. Toledo 90' | Reporte                        | 41' M. Herrera | Asistencia: 0 espectadores Árbitro(s): Yahir Sebastián Cabrera Morales | Asistencia: 0 espectadores Árbitro(s): Yahir Sebastián Cabrera Morales |
| Dorados avanzó a la Final tras ganar 5-6 en serie de penales. Global 2-2 |               |                                |                |                                                                        |                                                                        |

#### Final
| 17 de junio de 2021 | Cimarrones TDP | 0:0     | Dorados TDP | Estadio Héroe de Nacozari, Hermosillo                         |                                                               |
| 19:00 (UTC -7)      |                | Reporte |             | Asistencia: 1 000 espectadores Árbitro(s): Rodrigo Ramos Romo | Asistencia: 1 000 espectadores Árbitro(s): Rodrigo Ramos Romo |

| 20 de junio de 2021                                            | Dorados TDP  | 1:0 (0:0) (Global 1:0) | Cimarrones TDP | Estadio Dorados, Culiacán                                             |                                                                       |
| 18:00 (UTC -6)                                                 | I. López 79' | Reporte                |                | Asistencia: 1 200 espectadores Árbitro(s): Luis Alfredo Calvillo Lira | Asistencia: 1 200 espectadores Árbitro(s): Luis Alfredo Calvillo Lira |
| Dorados campeón de Filiales de la Tercera División. Global 1-0 |              |                        |                |                                                                       |                                                                       |

| Campeón de la tercera división 2020-21 (filiales) |
| ------------------------------------------------- |
|                                                   |
| Dorados TDP                                       |
| 1° Título                                         |

## Estadísticas

### Tabla de goleo general
Fecha de actualización: 22 de mayo de 2021
Datos según la página oficial Archivado el 10 de septiembre de 2018 en Wayback Machine.
|     | Jugador                 | Equipo                 | Goles |
| --- | ----------------------- | ---------------------- | ----- |
| 1º  | Ricardo Alba            | Aragón F.C.            | 41    |
| 2.º | Enrique Ávalos          | Chilangos F.C.         | 39    |
| 3.º | Daniel Axel Rodríguez   | Azucareros de Tezonapa | 30    |
| 4.º | Erick Fernando Carballo | Lechuzas UPGCH         | 28    |
| 5.º | Ehécatl Emmanuel Sigala | Deportivo Tala         | 26    |
| 6.º | Víctor Manuel Díaz      | Cefor Chiapas          | 24    |
| 7.º | Luis Miguel Higareda    | Gorilas de Juanacatlán | 23    |
| =   | José Antonio Gachuz     | MARNAP FC              | 23    |
| 9.º | Maximiliano Flores      | Álamos                 | 22    |
| =   | César Aldahir Gutiérrez | Xalisco F.C.           | 22    |
| =   | Daniel Valencia         | Aguacateros de Peribán | 22    |